# Tortona
Tortona (Turtouna in dialetto tortonese, IPA: [tʊrˈtɔŋa], Torton-a in piemontese, Tortónn-a in ligure, Dertona o Derthona in latino, Terdona durante il Medioevo) è un comune italiano di 26 637 abitanti della provincia di Alessandria in Piemonte, situato sulla sponda destra dello Scrivia, tra la pianura di Marengo e le estreme propaggini collinari dell'Appennino ligure, non lontano dal confine con la Lombardia. Comune principale della regione del Tortonese, a cui dà il nome, Tortona è sede di un ospedale, di un polo scolastico superiore e di altri servizi per i cittadini.

## Geografia fisica

### Territorio

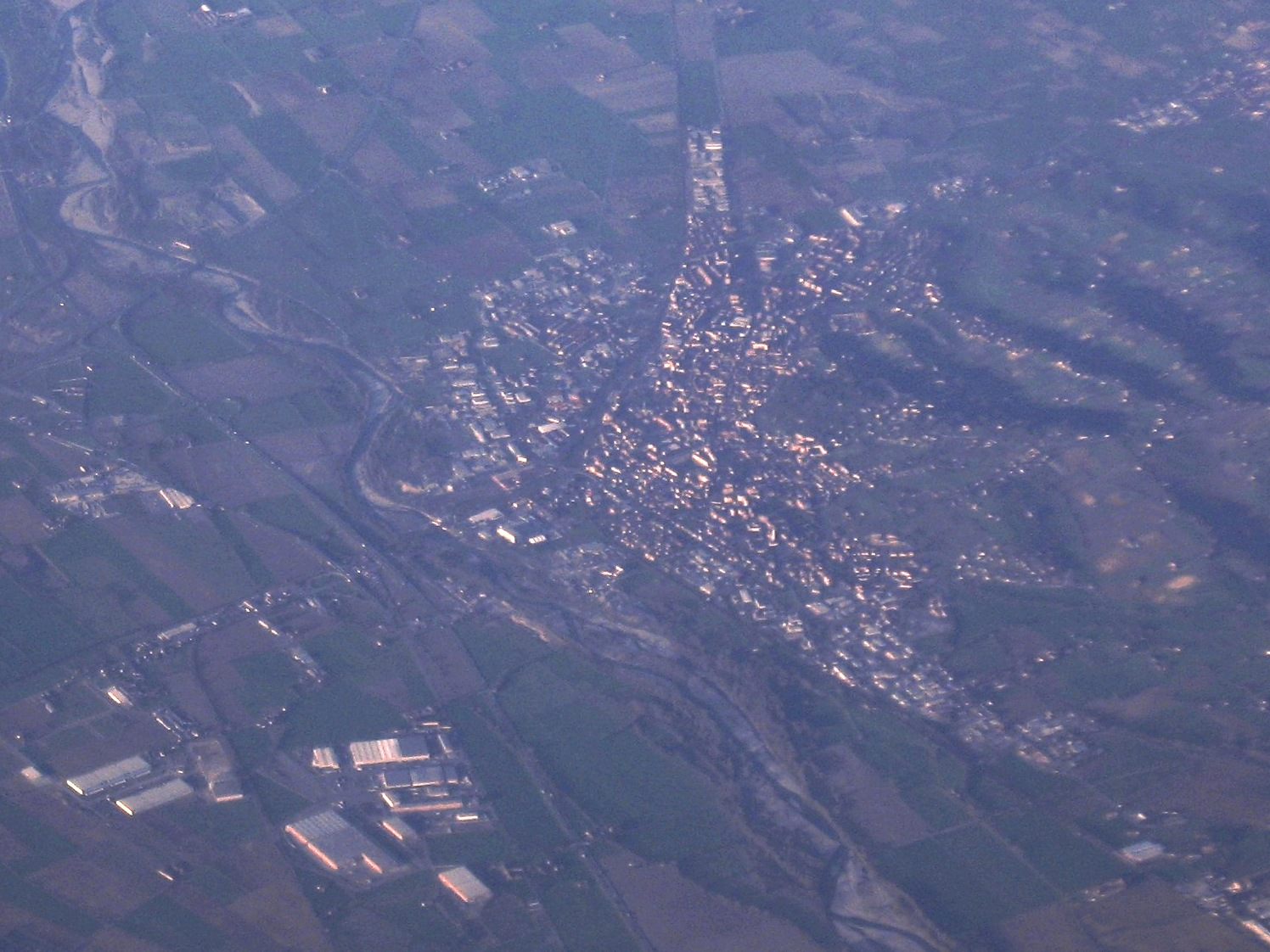
Tortona dall'alto

Situata nel Piemonte sud orientale, la città di Tortona, misurando dai confini cittadini, dista: 
- 10 km dall'Oltrepò Pavese e il comune di Voghera, in Lombardia, a est;
- 21 km da Alessandria, a ovest;
- 60 km dalla Barriera Milano Ovest, sulla A7, a nord est;
- 70 km dal casello di Genova Ovest, sulla A7, a sud;

Si trova sulla sponda destra del torrente Scrivia e il quartiere di S. Bernardino è attraversato dal torrente Ossona. A est si trova la collina del "Castello", il colle Savo, che domina la città e che rappresenta il termine di quello che i geologi chiamano "Sperone di Tortona"; a sud si estendono le valli Ossona, Grue e Curone.
La parte alta di Tortona si estende sulle prime propaggini dei Colli Tortonesi.
Grazie alla sua posizione la città costituisce un importante nodo autostradale e ferroviario. È servita dall'Autostrada A7 (Milano-Serravalle-Genova) e dall'Autostrada A21 (Torino-Piacenza-Brescia).

### Clima

Gonfalone civico

Il clima è riconducibile al tipo continentale, caratteristico della Val Padana, con estati molto calde e spesso afose. Gli inverni sono freddi con frequenti giornate nebbiose, anche se il fenomeno nebbia negli ultimi anni si è tendenzialmente ridotto. In inverno erano abbastanza frequenti le nevicate, anche copiose, nell'area del Tortonese, specie a ridosso delle colline, ma negli ultimi 15 anni il fenomeno si è gradualmente ridotto a pochi episodi sporadici. Si verificano invece più spesso le gelate notturne, alcune volte persino nei mesi primaverili. La temperatura media del mese più freddo, gennaio, si attesta a +1,1 °C, la massima media è di +3,5 °C, la minima media è di -1,4 °C; la temperatura del mese più caldo, luglio, è di +24,2 °C, la massima media è di +29,3 °C, la minima media è di 19,1 °C. Le precipitazioni medie annue si aggirano tra i 700 e i 750 mm, mediamente distribuite in 65 giorni, e presentano un minimo a gennaio e a luglio, un picco molto accentuato autunnale (ottobre e novembre) e un massimo secondario in primavera (marzo e aprile).

## Storia
(Nicolò Montemerlo)

### Premessa
La storia ha riservato a Tortona un passato ricco di vicende e di personaggi illustri, ma anche di guerre e di distruzioni che hanno rischiato di cancellarne la memoria.
Baluardo di un territorio di confine fin dalle sue origini liguri, per i Romani divenne, nell'età imperiale, il crocevia di grandi strade consolari (la via Fulvia, la via Postumia, la via Aemilia Scauri, la via Vercellina) che conferivano alla romana Dertona Julia il ruolo di nodo strategico militare e civile che poi conservò nelle epoche successive.
Il suo castello, protagonista di 25 secoli di storia tortonese, sarà, di volta in volta, difesa fortificata dei magazzini-granai di Teodorico e avamposto dei domini viscontei e sforzeschi, fortezza spagnola e roccaforte savoiarda, fino alla definitiva distruzione napoleonica del 1801.
Su questo palcoscenico storico e politico si sono avvicendati personaggi come Federico Barbarossa, Ludovico il Moro, Napoleone Bonaparte, sempre considerandola una posizione strategica indispensabile per le loro corone.
(Niccolò Tommaseo, L'assedio di Tortona)
Nonostante l'avvicendarsi di padroni diversi, il popolo tortonese conservò una straordinaria identità municipale. Ne fanno fede gli Statuti cittadini che, definitivamente convalidati nel 1354 da Galeazzo Visconti, guidarono fino alla fine del XVIII secolo l'evoluzione istituzionale della comunità tortonese.
Il motto della città, da cui deriva il nome Tortona, e i suoi precedenti Dertona e Terdona è: Pro tribus donis similis Terdona leonis ("Tortona è simile a un leone in virtù di tre doni"), questo motto alluderebbe al prestigio e all'importanza che accompagnano la città sin dai tempi più antichi.

### Preistoria ed epoca romana

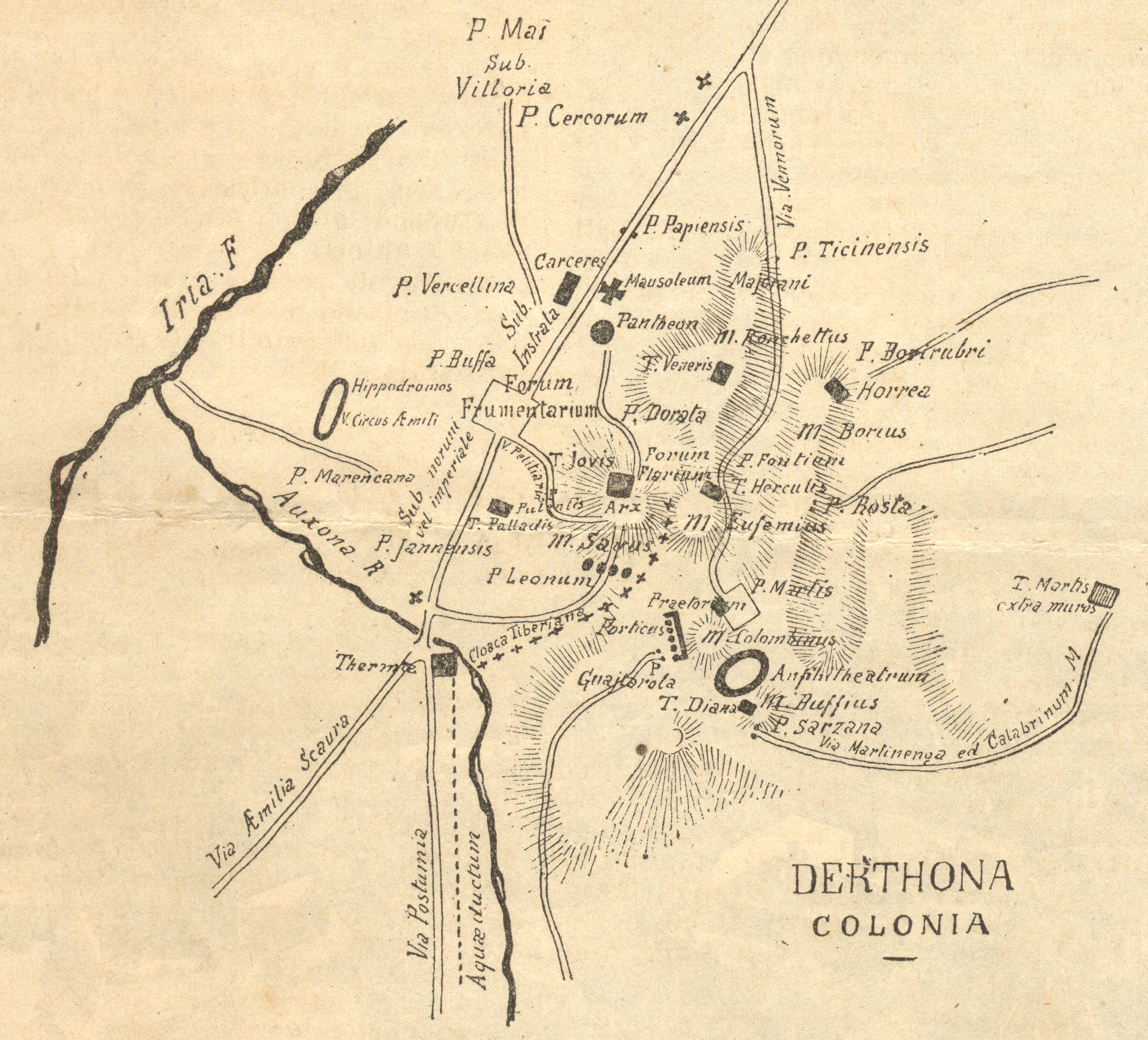
Derthona

I ritrovamenti avvenuti nell'attuale area urbana testimoniano la frequentazione del territorio già durante il Neolitico. Fu un oppidum (villaggio fortificato) dei Liguri Statielli tra VIII e il V secolo a.C., con il nome di Dertona che si trovava nella zona del "Castello".
Dopo la conquista romana del territorio, la città divenne colonia romana intorno al 120 a.C., trasformandosi in un fiorente centro agricolo e commerciale, all'incrocio di importanti vie di comunicazione: la via Postumia (che collegava Genova ad Aquileia), la via Fulvia (proveniente da Pollentia, oggi Pollenzo) e la via Aemilia Scauri (proveniente da Vada Sabatia, l'odierna Vado Ligure, attraverso Aquae Statiellae, l'odierna Acqui Terme).
Eretta una seconda volta in colonia da Augusto (tra il 40 e il 30 a.C.) assunse il nome di Julia Dertona e fece parte della Regio IX Liguria. Ebbe prosperità fino alla caduta dell'Impero romano come dimostrano i numerosi ritrovamenti. Tortona è sede vescovile fin dall'epoca paleocristiana. San Marziano, protovescovo della diocesi e santo patrono della città (festa: 6 marzo) fu martirizzato, secondo la tradizione, nel 122. Dati storici certi e indiscutibili non si hanno circa la precisione di questa data: di sicuro all'inizio del II secolo Tortona era già centro di un'importante comunità cristiana. A Tortona ebbe luogo la deposizione e l'uccisione dell'imperatore romano d'occidente Maggioriano, deposto dal suo generale di origini barbare Ricimero nel 461.

### Medioevo

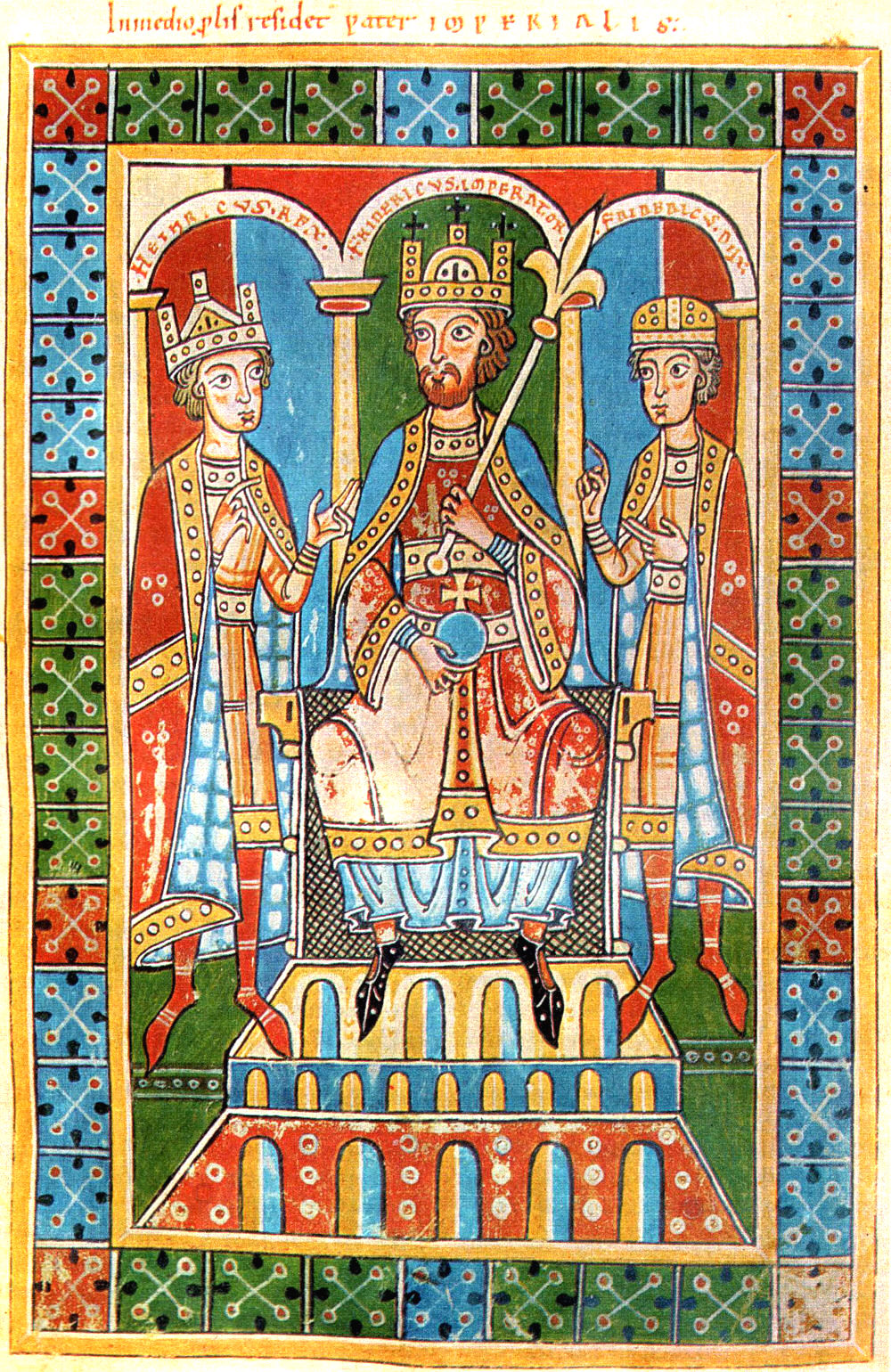
Miniatura di Federico Barbarossa tra i suoi figli, Enrico e Federico.

Tortona nell'alto Medioevo, anche a causa della decadenza dei centri vicini (Libarna, Iria e Forum Fulvii), rimase il centro principale della zona. Già Teodorico, re degli Ostrogoti, nominò Tortona "granaio della Liguria" durante il periodo appena successivo alla caduta dell'Impero romano d'Occidente, come afferma Cassiodoro. Inoltre, nonostante le continue incursioni di popolazioni barbare, la città rimase un borgo di notevole importanza.
Il territorio assieme alla Liguria fu conquistato dai Bizantini nel 538, durante la guerra gotica (535-553), ma fu pacificato solo nel 554. Entrò quindi a far parte della provincia delle Alpi Cozie, come narrato da Paolo Diacono nella sua descrizione dell'Italia alla vigilia dell'invasione longobarda. In seguito la parte della Liguria rimasta bizantina assunse il nome di Provincia Maritima Italorum.
Fra il 569 ed il 570 i Longobardi con il re Alboino, approfittando delle disastrose condizioni delle esercito bizantino decimato dalla peste, dilagarono dopo la Lombardia anche in Emilia e Piemonte, conquistando anche Tortona. L'invasione longobarda determinò una divisione del territorio di Tortona che divenne in parte soggetto ai longobardi, in parte ai bizantini a sud-est. Il territorio fu inserito nella Neustria, la porzione occidentale della Langobardia Maior del Regno longobardo estesa dall'Adda alle Alpi occidentali; amministrativamente fu incluso nel Ducato di Pavia.
Nel 774 i Franchi di Carlo Magno travolsero dopo due secoli di regno i Longobardi, costituendo l'Impero carolingio. 
Nell'833 l'Imperatrice Giuditta di Baviera, seconda moglie di Ludovico il Pio, venne relegata nel convento di Santa Eufemia e nell'877 l'Imperatore Carlo il Calvo si rifugiò a Tortona col Papa Giovanni VIII per sfuggire all'avversario Carlomanno di Baviera.
Tortona accrebbe la propria giurisdizione territoriale, che arrivava fino al Po e al mar Ligure, e a partire dalla fine del IX secolo cominciò ad affermarsi anche la supremazia civile dei vescovi di Tortona. Il re Berengario I assegnò la giurisdizione su Voghera al vescovo di Tortona, staccandola da quella di Bobbio.
Fra il 950-951 il re Berengario II terminò la riorganizzazione del territorio del nord Italia, iniziata da Ugo di Provenza costituendo la Marca Obertenga: la Marca di Milano assieme alla Marca di Genova furono affidate a Oberto I, capostipite della casata degli Obertenghi, assieme ai comitati di Luni, Tortona, Milano, Genova, Pavia e Bobbio; con l'imperatore Ottone I si ebbe la fisionomia definitiva.
Ottone I assegnò al presule tortonese i diritti comitali sul territorio urbano circostante per un raggio di un miglio. I diritti del vescovo-conte erano però limitati sia dal conte laico del Contado di Tortona, che da quelli dei grandi monasteri possidenti. L'imperatore Ottone II confermò nel 979 tutti i beni posseduti dal vescovo ed inoltre la giurisdizione civile su Tortona per un raggio di tre miglia. Questo potere civile durò de iure fino al 1784.
In seguito, per divisioni fra i vari rami della casata degli Obertenghi, divenne feudo del ramo cadetto dei Malaspina insieme a gran parte del territorio circostante, ma la nobile famiglia non riuscì a mantenere il controllo sulla zona in modo permanente. Nel 1122 si sottrasse al potere del vescovo ergendosi a libero comune, con il nome di Terdona. Grazie all'arricchimento della borghesia cittadina ci furono un incremento demografico e un notevole sviluppo economico, che determinarono un ampliamento della città e ne accrebbero il potere sui territori limitrofi, entrando così in contrasto con la vicina Pavia.

#### L'assedio di Tortona
Nel 1155, quando l'imperatore Federico Barbarossa discese in Italia, per riportare sotto il controllo imperiale i comuni, la città rimase fedele all'alleanza con Milano e si scontrò con i Pavesi, alleati con l'imperatore. Nella battaglia furono impegnati 12.000 cavalieri e 5.000 fanti imperiali e la totalità dei cittadini tortonesi, supportati da 1.200 fanti e 200 cavalieri milanesi. Il 14 febbraio iniziò l'attacco imperiale e la parte bassa della città fu conquistata brevemente, ma i tortonesi, rifugiatisi sulla collina del castello riuscirono ad opporre qualche resistenza. Dopo un assedio durato circa due mesi, il 18 aprile, il comune si trovò costretto ad arrendersi, dal momento che l'imperatore aveva avvelenato le fonti del Rinarolo, l'unica fonte d'acqua per la città. In seguito alla sconfitta la città fu saccheggiata e distrutta dai pavesi, ma in seguito fu ricostruita velocemente con l'aiuto dei milanesi.
Tortona aderì alla Lega Lombarda e partecipò alle lotte comunali, cambiando spesso schieramento, a causa dei contrasti interni tra guelfi e ghibellini. Fu nuovamente presa dall'imperatore nel 1162 e nel 1164 le fu tolta Voghera, che venne definitivamente assoggettata alla giurisdizione del comune di Pavia.
Tra il 1248 e la metà del XIV secolo la città ebbe il diritto di battere moneta e fu coniato il "grosso tortonese".
Fu conquistata da Luchino Visconti nel 1347 e seguì le sorti del ducato di Milano, sotto il dominio dei Visconti, prima, e degli Sforza, poi, fino al XVI secolo all'interno del Contado di Tortona. In questi anni vennero rielaborati gli "Statuta Civitatis Derthonae" , la cui stesura avvenne nel 1333, che regolavano la vita civile, e, convalidati dai Visconti nel 1354.
All'interno degli Statuti sono contenute diverse norme dedicate alla mobilitazione dell'esercito comunale e ad altri aspetti militari, più volte applicate durante le numerose chiamate alle armi dei cittadini durante il Trecento. La zona di Tortona era frequentata da contrabbandieri che trasportavano il grano illegalmente nella vicina Repubblica di Genova dove veniva pagato il doppio e poi con le stesse carovane portavano, sempre illegalmente il sale nella zona di Tortona dove lo rivendevano. A causa degli ingenti traffici di denaro era presente a Tortona una numerosa comunità ebraica.

### Dall'età moderna ai giorni nostri
La città di Tortona nel 1535 fu data in dote a Cristina di Danimarca (Cristierna per i tortonesi) moglie dell'ultimo duca di Milano Francesco II Sforza; la principessa, alla morte del marito, si risposò e divenne duchessa di Lorena. Nel 1535 Tortona passò in mano agli spagnoli insieme al Ducato di Milano, in questo periodo fu fortificata ed elevata a baluardo difensivo ai confini meridionali del ducato di Milano. Cristina di Danimarca, non più duchessa di Lorena, tornando da un pellegrinaggio volle ristabilirsi a Tortona, ma al momento non le fu possibile poiché il castello era occupato dalle truppe spagnole. Ella quindi stette qualche anno a Rivalta, poi nel 1579 il Comune restaurò per lei un palazzo che si trovava dove è ora situato il Teatro Cinema Sociale ed ella risiedette lì fino alla sua morte, nel 1590. In suo onore venne affissa una targa commemorativa presso le mura esterne della nuova Cattedrale
All'inizio del XVII secolo la parte alta della città (l'attuale colle Savo) ovvero la zona in cui gran parte della città si era ritirata durante il medioevo per esser meglio difendibile, venne convertita dagli spagnoli in fortezza, ampliando il vecchio castello che inglobò fra gli altri l'antica cattedrale, il grandioso palazzo vescovile, San Giovanni in piscina con l'annesso battistero medievale l'antichissimo convento di Sant'Eufemia (paleocristiano) il monastero di San Domenico (1200) e la chiesa di Sant'Andrea. L'antica cattedrale convertita a deposito delle munizioni sopravvisse fino al 1609 quando il campanile fu colpito da un fulmine causando l'esplosione delle polveri che ne causarono la completa rovina.
Tra il 1642 e il 1643 si trovò al centro degli scontri fra Francia e Spagna. I Francesi, guidati da Tommaso Francesco di Savoia, posero l'assedio alla città, terminato con la resa spagnola della cittadella il 20 novembre 1642. Il Savoia, nel dicembre dello stesso anno, ebbe in ricompensa da Luigi XIII la concessione della città di Tortona (con le sue dipendenze) in feudo con il titolo di principe ma tale titolo venne a decadere allorché gli Spagnoli riconquistarono la città, dopo un lungo assedio, il 27 maggio 1643.

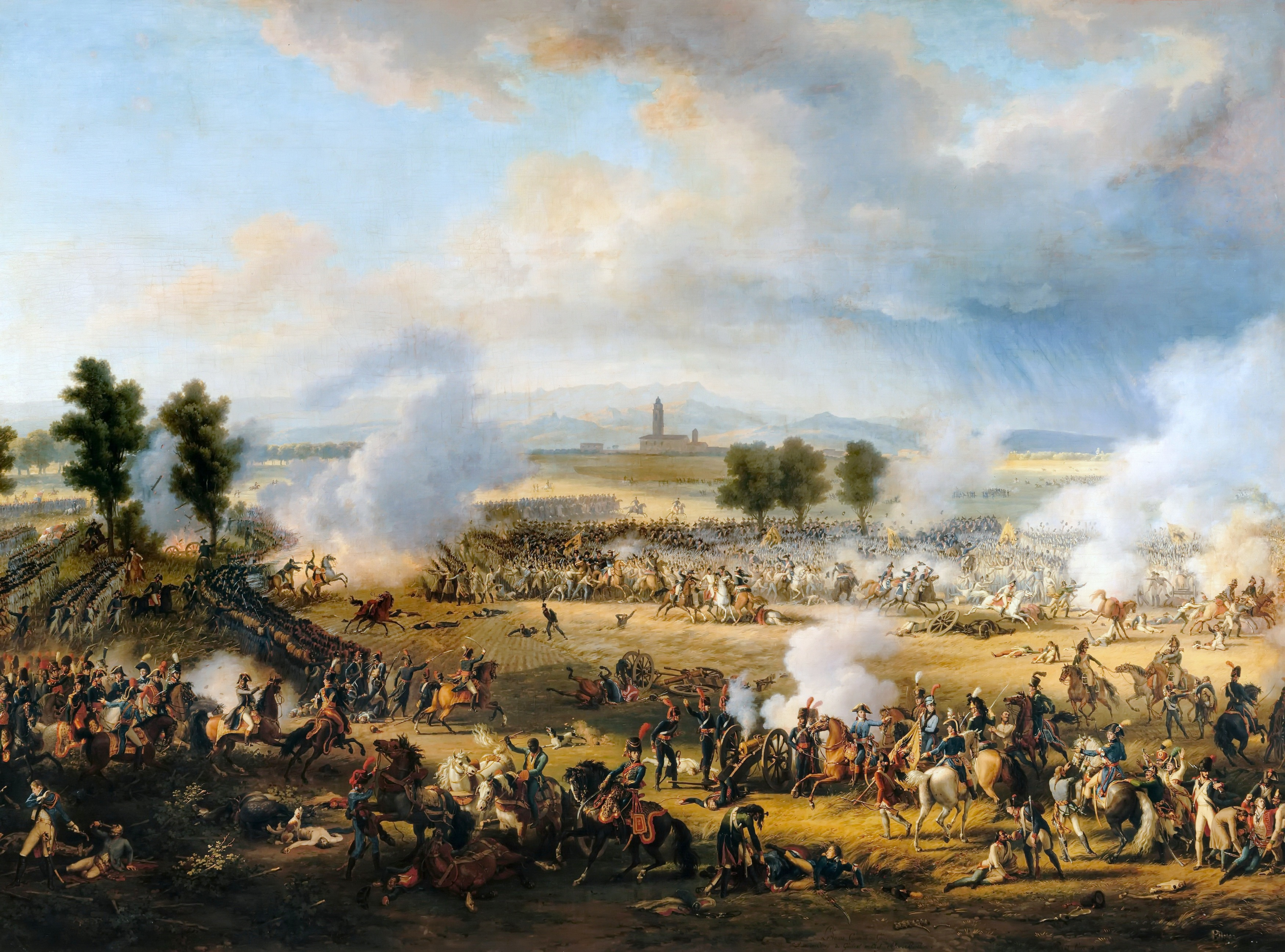
La battaglia di Marengo

Dopo essere stata teatro di scontri durante la guerra di successione spagnola, nel 1706 passò con il Ducato sotto il dominio austriaco, sebbene per un breve periodo. Nel 1738 venne sottratta a Milano e annessa ai domini sabaudi da Carlo Emanuele III in seguito alla guerra di successione polacca, assieme a Novara, l'intera Lomellina, Alessandria e l'Oltrepò Pavese, interrompendo la plurisecolare appartenenza al mondo milanese. Il successore di Emanuele III, Vittorio Amedeo III di Savoia fece ricostruire il forte di Tortona tra il 1773 e il 1778.
Nel 1796, con la discesa di Napoleone in Italia, il castello fu ceduto ai francesi dall'armistizio di Cherasco. Arresasi agli austro-russi di Suvorov dopo la battaglia di Novi (1799), ripassò in mano ai francesi che nel suo territorio stabilirono il loro quartier generale in occasione della battaglia di Marengo (14 giugno 1800). In seguito agli accordi presi con lo zar di Russia, Napoleone, ne ordinò lo smantellamento delle fortificazioni (1801) e la distruzione del castello e Tortona fu annessa all'Impero Francese nel 1802.
A seguito della caduta di Napoleone, con la Restaurazione tornò sotto i Savoia nel 1814 e conobbe un periodo di grande splendore, in cui furono edificati il teatro civico (1838), la caserma dei Carabinieri e i portici di via Emilia (1848), dopo la manifesta protesta degli abitanti del centro storico che denunciavano la condizione di sporcizia e trasandatezza della stessa

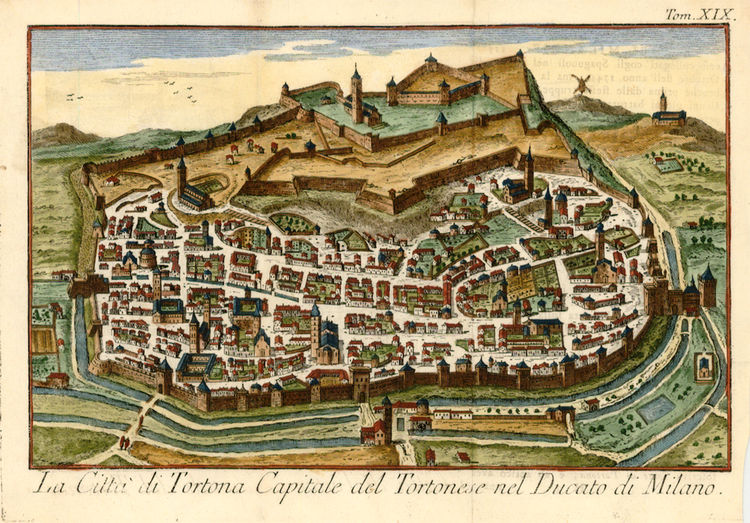
Carta di Tortona in epoca medievale

La seconda metà del XIX secolo rappresentò per la città un periodo di floridezza, testimoniato dal profondo rinnovamento urbanistico del periodo e parecchi cittadini tortonesi provenienti da diverse condizioni sociali parteciparono alle iniziative del Risorgimento. Il sentimento patriottico dell'epoca è testimoniato dallo sviluppo (a partire dal sancimento della libertà di stampa testimoniato dallo Statuto Albertino) di una serie di giornali locali di generale orientamento liberal-moderato, come il Popolano dello Scrivia. Durante il Risorgimento inoltre l'eroica resistenza dei tortonesi a Barbarossa venne innalzata come stendardo di orgoglio nazionale da intellettuali del calibro di Tommaseo, Pellico e Carducci. Tra le personalità nazionalmente rinomate che sostarono in Tortona vi furono Re Carlo Alberto, Giuseppe Garibaldi e Felice Cavallotti. Durante il XX secolo continua il periodo di sviluppo economico, grazie alla nascita di molte industrie e vengono riammodernate parti consistenti del centro cittadino. Nel 1931 fu costruito il Santuario della Madonna della guardia per iniziativa di don Luigi Orione. Durante la seconda guerra mondiale fu bombardata e parzialmente distrutta (fra gli edifici caratteristici dello stile dell'epoca annientati vi era la Casa del Fascio, situata presso il Parco della Stazione) e nel marzo del 1944 sul Castello furono fucilati 10 partigiani per rappresaglia.
Nel dopoguerra, contestualmente al boom economico degli anni sessanta, a Tortona si svilupparono parecchie industrie che portarono alla città ricchezza e benessere, come conseguenza ci fu un incremento demografico dovuto anche all'immigrazione di lavoratori dal Mezzogiorno e Tortona si espanse edificando le periferie a Nord, a Ovest e a Sud della città. Nell'autunno del 1977 il torrente Ossona straripò a seguito delle forti e continue piogge, allagando le case e le cantine del quartiere di San Bernardino, rendendo necessaria negli anni immediatamente successivi la costruzione di un canale di scolo.
Nel territorio di Tortona avvenne, nel 1996, l'omicidio di Maria Letizia Berdini, causata dal lancio di sassi da un cavalcavia da parte di alcuni giovani tortonesi.

#### Il Sacro Graal a Tortona
La presenza dei Cavalieri Templari a Tortona e nei dintorni nel XIII secolo è attestata su molti documenti dell'epoca. Le fonti più significative sono due documenti datati agosto 1249 e ottobre 1252, i quali certificano che la località Calventia, tra Tortona e Casei Gerola, era in loro possesso. Gli studiosi, dunque, stimano che i Templari siano stati in città dal 1249 fino al 1310.

Il misteri e i segreti che caratterizzavano tale ordine religioso hanno fatto in modo che anche a Tortona si diffondessero leggende riguardanti gli scopi della loro permanenza in città. Infatti si tramanda che la chiesa di San Giacomo sia appartenuta ai Templari e che sia stata per lungo tempo la loro sede, tuttavia nel 1770 la chiesa venne rasa al suolo per lasciare il posto alla nuova chiesa barocca e al giorno d'oggi non rimane nulla dell'antico edificio.

Lo Stemma della città di Tortona e il motto:"pro tribus donis similis Terdona leonis"

Si narra inoltre che la parte della Vera Croce di Cristo, conservata in Duomo, sia stata portata dai cavalieri Templari, che erano i custodi della Vera Croce.
Secondo la tradizione la costruzione a pianta quadrata all'interno della chiesa di San Matteo è identificata come il Mausoleo di Maggioriano e, dal momento che alcune leggende collegano la morte dell'imperatore alla sacra coppa, si pensa che il Graal possa essere collocato all'interno di questa costruzione.
Secondo la leggenda il Graal darebbe, alla città che lo custodisce, tre doni: il corpo, il sangue e lo spirito. Da questa leggenda deriverebbe il famoso motto: "Pro tribus donis similis Terdona leonis" ("In virtù dei tre doni Terdona è simile al leone", dove Terdona è il vecchio nome della città). Il primo tentativo di indagine moderna sulla presenza del Santo Graal nella città dertonina è attribuibile a Giacomo Maria Prati, che nella sua rivisitazione storico-fantastica getta dopo secoli lo sguardo su questo tratto enigmatico ed irrisolto della storia tortonese.
Una tavola di Leonardo a Tortona
Secondo uno studio del saggista e storico dell'arte tortonese Giacomo Maria Prati presso la chiesa di Santa Maria Canale una tela raffigurante la Natività di periodo tardo quattrocentesco potrebbe esser ricondotta alla mano di Leonardo da Vinci, per evidenti somiglianze stilistiche nei tratti somatici del volto di San Giuseppe, per il paesaggio in sottofondo e per il soggiorno del celebre pittore in città dovuto al banchetto reale di nozze fra Giangaleazzo Sforza e Isabella d'Aragona.

### Simboli

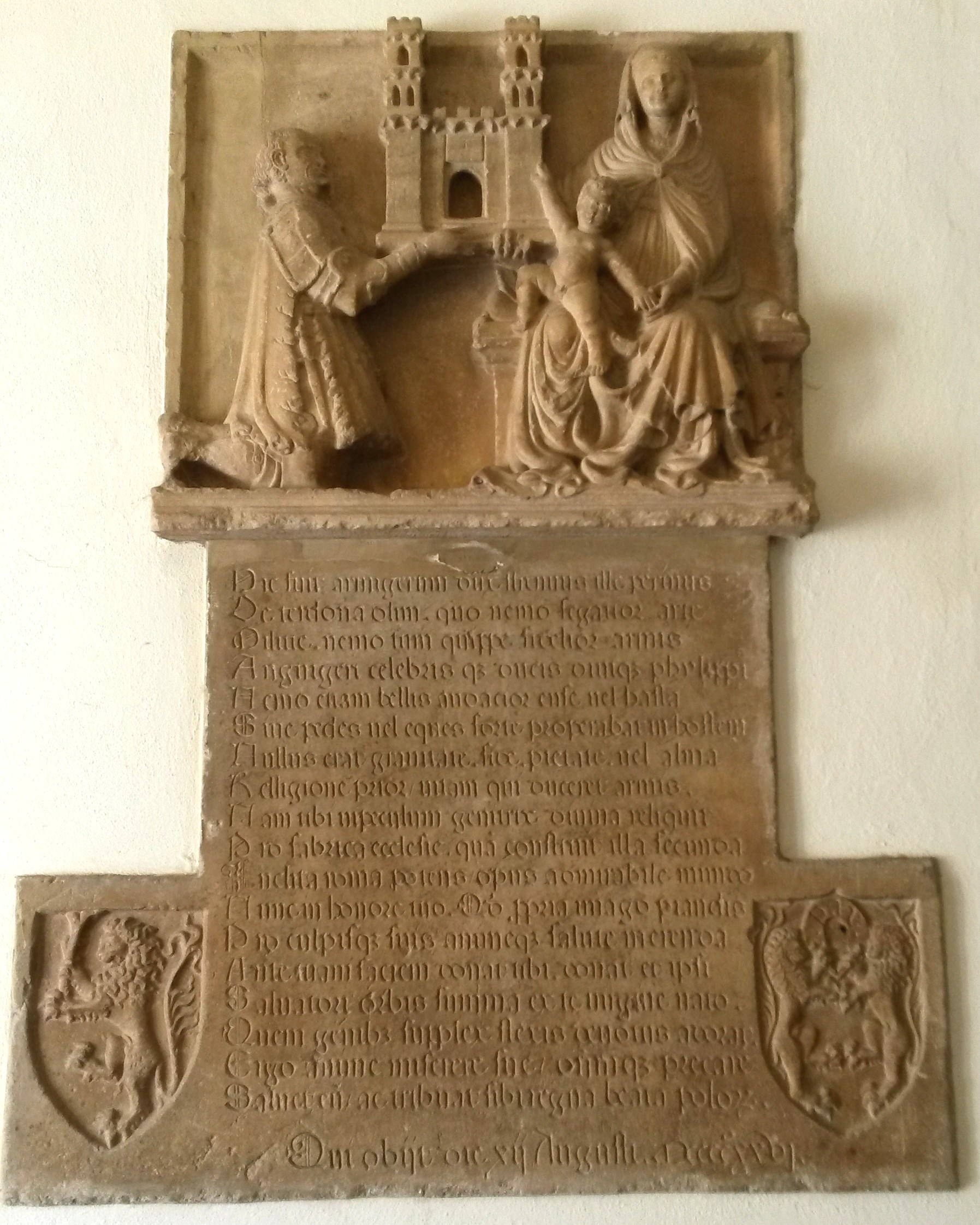
Antica rappresentazione dello stemma di Tortona

La più antica rappresentazione conosciuta è del 1426 e compare su una lapide, opera dello scultore Jacopino da Tradate, che celebra la donazione di Volpedo da parte del capitano di ventura Perino Cameri da Tortona alla Fabbrica del Duomo di Milano. Lo stemma storico è stato ufficialmente riconosciuto con decreto del capo del governo del 28 gennaio 1935.

## Monumenti e luoghi d'interesse

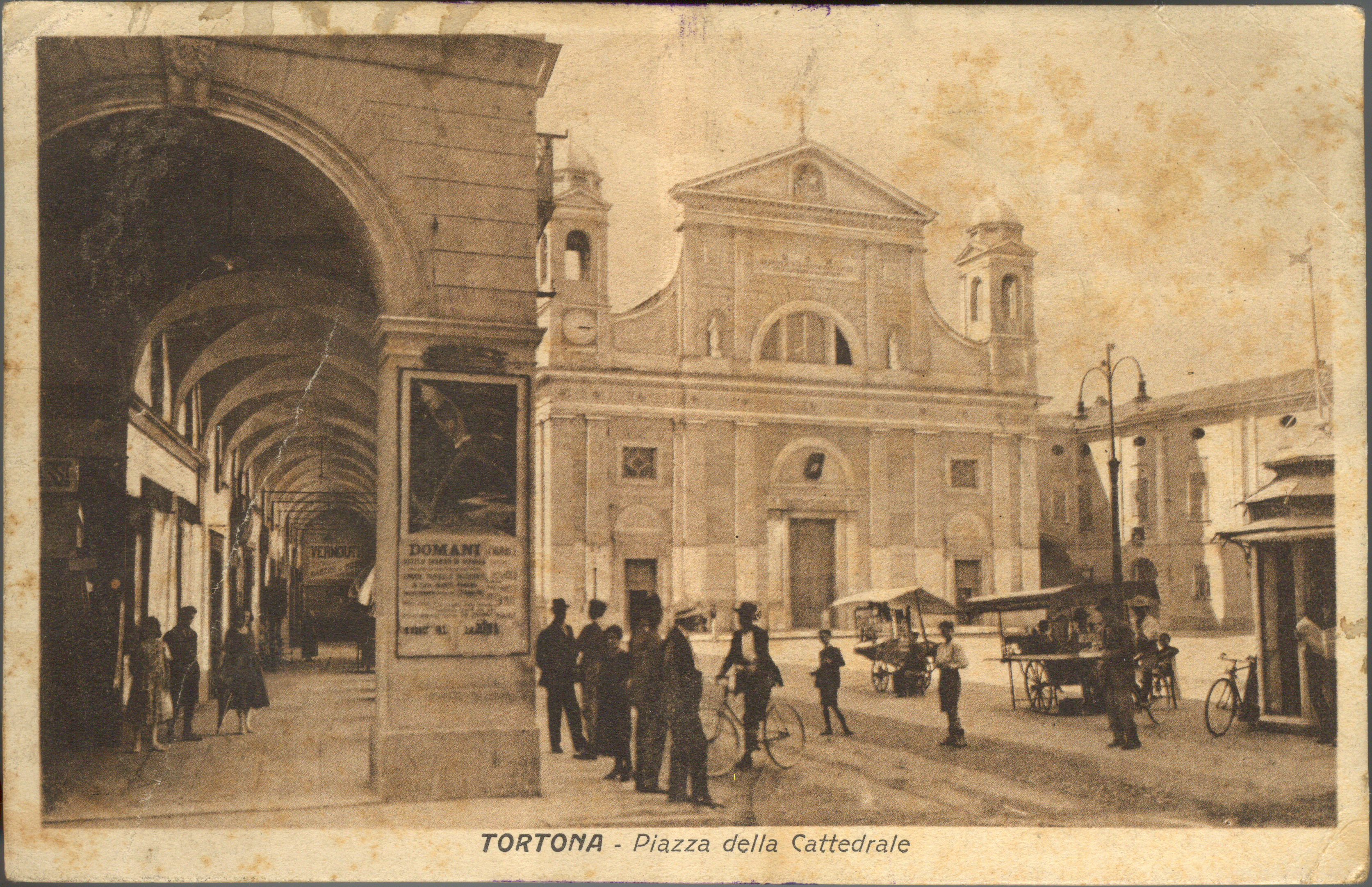
Duomo di Tortona (antica cartolina - anno 1900 circa)

Scarsi i resti del suo passato di fiorente città romana: sul colle del castello (colle Savo) si trovano resti di mura, databili al I secolo a.C.; un'enorme costruzione a pianta quadrata (m 8,90 x 8,70), databile a quest'epoca, oggi inglobata nella chiesa di San Matteo, viene tradizionalmente identificata come il "mausoleo di Maggioriano", imperatore assassinato nel 461; resti di sepolcri romani "a torre" sono stati rinvenuti nei dintorni della città negli anni settanta, mentre di più recente scoperta sono i resti di un ponte.

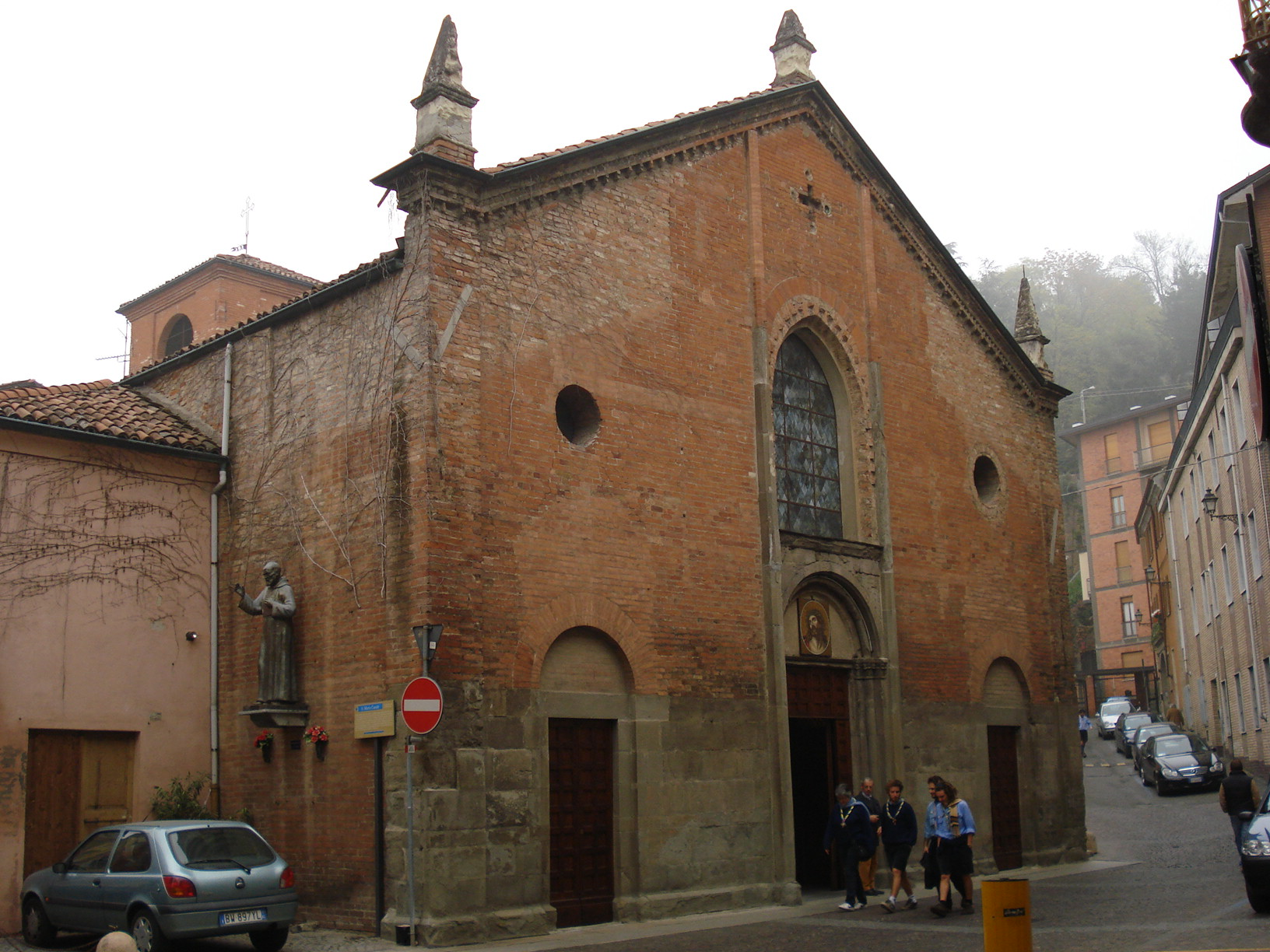
Santa Maria Canale

### Architetture storiche
- Castello Sforzini di Castellar Ponzano

Il Castello Sforzini si trova in Provincia di Alessandria, nella frazione di Castellar Ponzano, circa 8 km a sud del centro abitato di Tortona. La struttura fu costruita approssimativamente tra il XIII ed il XIV secolo ed è strategicamente posizionata lungo la via Postumia, realizzata a partire dal 148 a.C. per collegare Aquileia a Genova, fu percorsa nei secoli da intensi scambi commerciali.
- Castello di Tortona

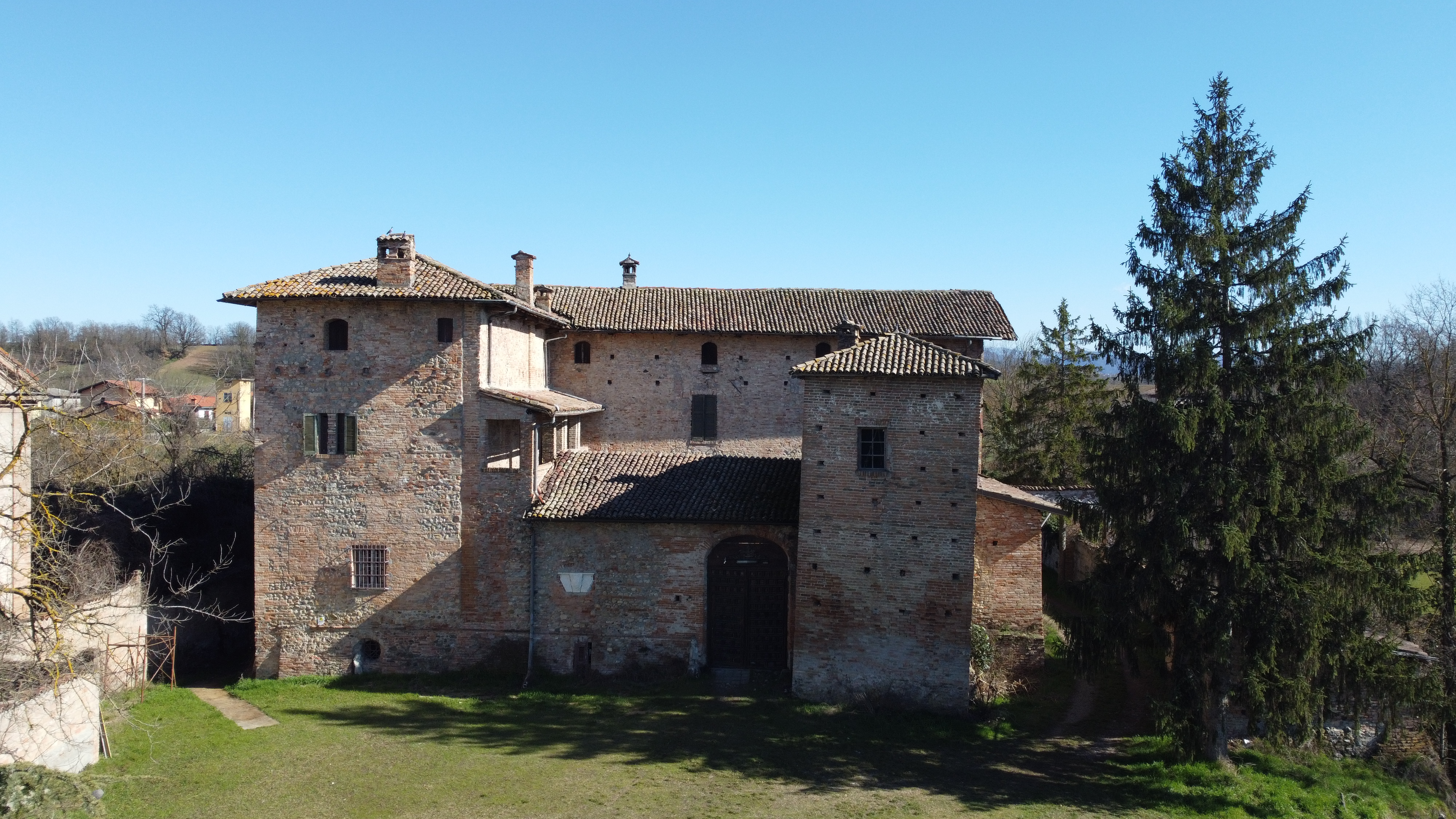
Castello Sforzini a Castellar Ponzano

Il castello di Tortona era un castello che sorgeva sul colle Savo, il più importante dei sette su cui, secondo la tradizione, fu fondata la città di Tortona. La denominazione si riferisce a diverse costruzioni di carattere difensivo che sorsero sul medesimo sito nel corso di due millenni. Tra l'VIII e il V secolo a.C. le indagini archeologiche situano infatti la fondazione di un castelliere ad opera dei Liguri.
Oggi restano poche vestigia di epoche diverse, disseminate nel parco che da inizio Novecento occupa l'ampia spianata, tra le quali la torre divenuta uno dei simboli della città. La torre faceva parte della possente fortezza sabauda di San Vittorio, opera settecentesca dell'architetto militare Lorenzo Bernardino Pinto ed ultima incarnazione del castello, demolita per decisione di Napoleone Bonaparte nella primavera del 1801.[2]

### Architetture civili
- Ospedale Civile Santi Antonio e Margherita, costruito nel 1908, presenta una facciata in stile liberty. Nel 2008, in occasione della ricorrenza del centenario della costruzione del nosocomio, è stato realizzato un completo documentario[19] sulla sua storia.
- Palazzo Guidobono
Risalente al XV secolo, ma rimaneggiato e parzialmente ricostruito nel 1939, presenta una facciata in stile gotico ed è oggi sede delle raccolte civiche. Il palazzo è situato lungo la via Emilia, in una piazzetta dominata da una torre ricostruita nel 1939.
- Teatro Civico di Tortona
Risale al 1838 e fu realizzato su progetto di Pietro Pernigotti: i lavori cominciarono nel 1836. L'interno, decorato da fregi e stucchi, è a tre ordini di palchi più il loggione. Completamente restaurato negli anni ottanta, dal 1990, dopo la riapertura del 2 maggio, ospita ogni anno una grande stagione di spettacoli[20].
- Museo Orsi
È stato realizzato in alcuni locali dell'omonima fabbrica di macchine di agricole che aveva sede a Tortona e riforniva operatori in tutta Italia e in tutto il mondo. Utilizzato per esposizioni di vario tipo, contiene anche esemplari dei macchinari prodotti in passato.

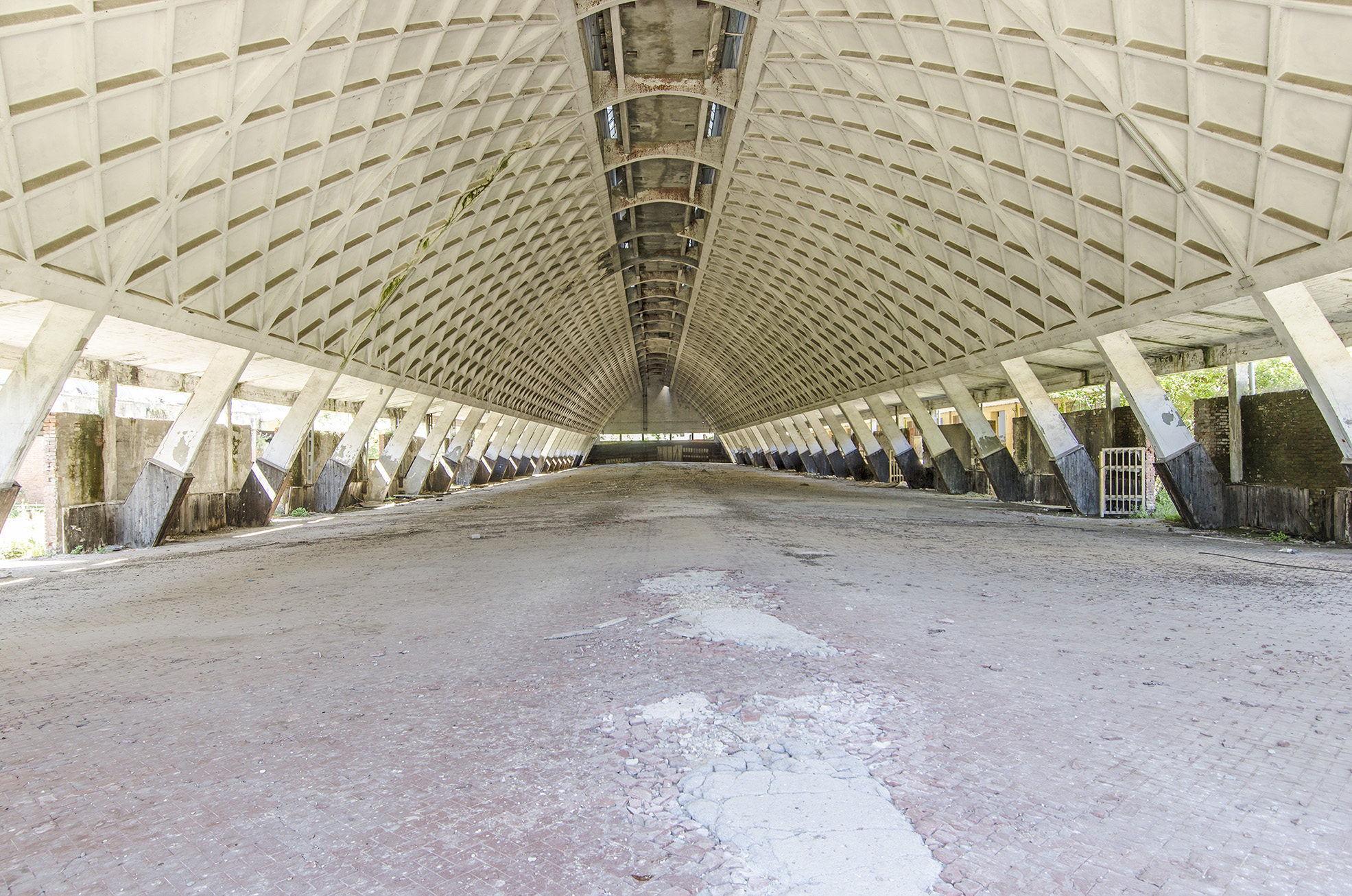
Interno magazzini del sale di Pier Luigi Nervi

- Magazzini del sale
Si tratta di due paraboloidi in cemento armato con struttura a nido d'ape realizzati tra il 1950 ed il 1951 dall'architetto Pier Luigi Nervi, situati nel complesso dell'Ex Alfa ma purtroppo non visitabili ed in stato di abbandono. Nello stesso complesso altri edifici sono opera dello studio del Nervi, ma da segnalare sono quelli dallo stesso recuperati dai corpi sopravvissuti ai bombardamenti della seconda guerra mondiale che hanno una struttura in mattoni con pregevoli capriate lignee a sostegno dei tetti e che rappresentano un raro esempio di architettura industriale di inizio novecento.
- Museo del Mare "Ammiraglio Carlo Mirabello"
Raccoglie reperti storici e marinareschi e modelli navali.

### Architetture religiose
Delle chiese paleocristiane, dell'antica cattedrale di Santa Maria, di quella successiva di S. Stefano, di S. Marziano, di S. Simone e S. Giuda e di S. Eufemia, che i documenti ne attribuiscono la presenza già nel IV secolo, non si sono conservati che i nomi ed alcune indicazioni sulla loro probabile localizzazione.
- Chiesa di San Matteo, già dei Padri Domenicani, vi sono una Madonna con Bambino di Barnaba da Modena (secolo XIV) e un crocifisso ligneo medioevale.
- Il duomo
- Chiesa di Santa Maria Canale[23]
È la più antica della città (XI-XII secolo). Restaurata nel 1853 con l'aggiunta della facciata a capanna, conserva tracce di affreschi rinascimentali, sebbene l'interno sia stato nuovamente decorato da Rodolfo Gambini (1918). Conserva una tavola Leonardesca raffigurante la Natività.

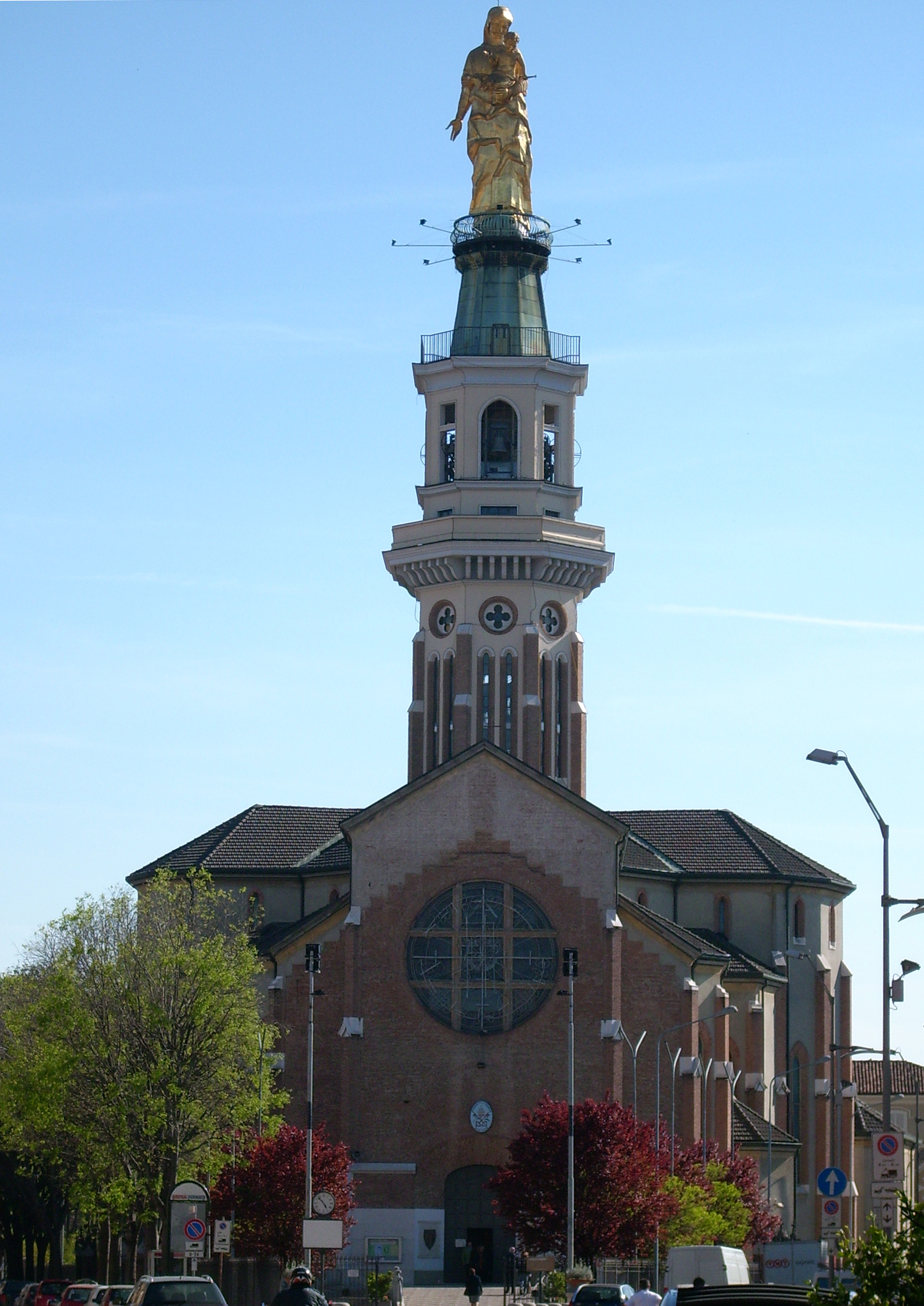
Santuario della Madonna della Guardia, Tortona

- Palazzo vescovile
Edificato per volere del vescovo Cesare Gambara nel 1584, presenta un bel portale in marmo bresciano. All'interno è conservato un trittico con Madonna con Bambino, Giovanni Battista e San Bernardo di Macrino d'Alba (1499) e una tela avente per soggetto la Madonna col Bambino e sante Margherita ed Anna (1610) di Guglielmo Caccia, detto il Moncalvo.
- Convento dei Frati Cappuccini.
Ricostruito tra gli anni cinquanta e sessanta, conserva interessanti dipinti dei secoli XVI-XIX e un Polittico di autore ignoto di rara bellezza.

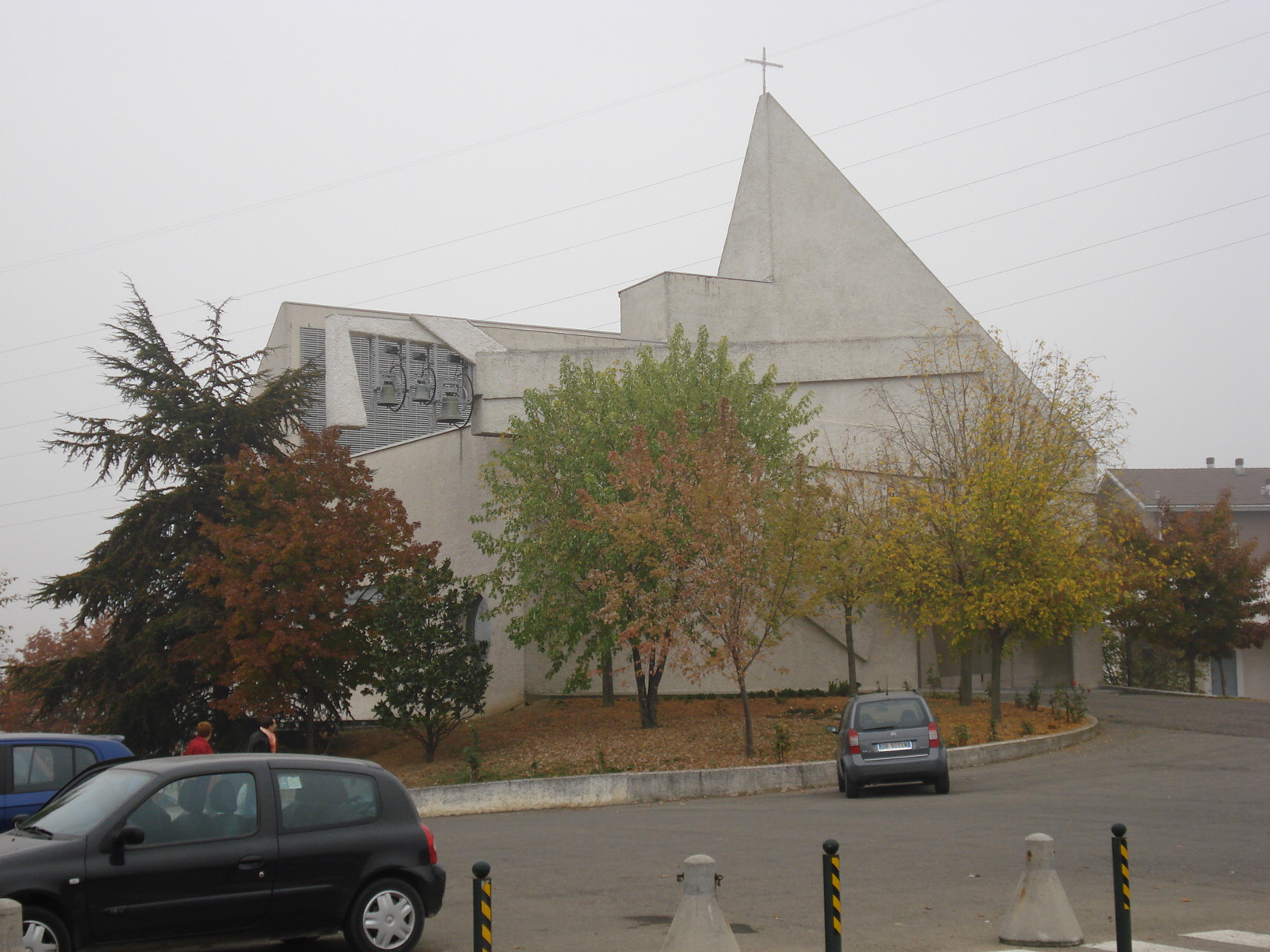
Chiesa del Sacro Cuore

- Casa della Divina Provvidenza (Paterno), casa madre dei Figli della Divina Provvidenza di San Luigi Orione
- Basilica della Madonna della Guardia
Sorge alla periferia della città, nel quartiere di San Bernardino. Voluta da Don Luigi Orione ed edificata nel 1931, conserva le spoglie mortali del santo di recente proclamazione. L'edificio è dotato di un'elevata torre su cui poggia una gigantesca statua in bronzo (14 m) della Madonna col Bambino collocata nel 1959.
- Chiostro dell'Annunziata
È l'unico lato rimasto del convento dell'Annunziata, eretto nel XV secolo e parzialmente distrutto nel 1802. Esso si trova di fianco al Teatro Civico di Tortona.
- Chiesa di San Giacomo
Si trova in Via Lorenzo Perosi. Fu costruita durante il XII secolo e appartenne all'ordine dei Templari, fu poi fatta ristrutturare negli anni 1770 - 1773 dal cardinale Carlo Alberto Guidobono - Cavalchini - Garofoli. Presenta una facciata in stile tardo barocco.
- Oratorio di San Rocco
Si trova in Piazza Mazzini. Fu costruito tra il 1626 e il 1631 e divenne la sede della Confraternita della Misericordia. La facciata con il porticato fu costruita nel 1725 mentre l'altare maggiore nel 1756. All'interno si possono osservare due tele del XVII secolo: una Decollazione di San Giovanni, attribuita a Melchiorre Gherardini e un san Francesco da Paola (1631) attribuita a Giuseppe Badaracco.
- Chiesa di Santa Giustina e Agnese in Torre Garofoli
 La costruzione iniziò nel 1590 alla presenza del vescovo di Tortona Maffeo Gambara e della principessa Cristierna di Danimarca, signora di Tortona, mentre la solenne consacrazione risale al 1595. La piccola chiesa fu eretta per volontà della nobildonna tortonese Giustina Garofoli alla cui famiglia il vescovo, in segno di stima e riconoscenza, aveva concesso il diritto di patronato perpetuo. La facciata nella parte inferiore è scandita da lesene scanalate con capitello aggettante a motivi fitomorfi, tra le quali, a sinistra in alto, si trova lo stemma della famiglia Garofoli, mentre a destra è lo stemma della famiglia Garofoli Visconti; a coronamento della facciata è posto un frontone in stile neoclassico. L'interno è a navata unica con presbiterio rialzato a terminazione semicircolare: la zona absidale è caratterizzata dalla presenza di un deambulatorio delimitato da colonnine. L'aspetto attuale si deve ai rifacimenti del 1880, quando il barone Vittorio Guidobono Cavalchini Garofoli fece ampliare ed ornare l'edificio, come testimonia la lapide posta in controfacciata. Risale a questo periodo lo spostamento delle tele di Camillo Procaccini (Parma, 1561 – Milano, 1629) dalla chiesa di San Francesco, in Tortona, alla chiesa di Torre Garofoli. Oggi l'apparato decorativo della chiesa di Santa Giustina e Agnese è costituito dalle ventiquattro tele provenienti dalla chiesa di San Francesco, che si fanno risalire a due distinti cicli pittorici ideati dal Procaccini per la stessa chiesa: dalla Cappella dell'Immacolata giungono le Storie della Vergine e di Cristo insieme ai Quattro Dottori della Chiesa e ai Profeti; dalla Cappella di Sant'Agnese gli episodi dell'omonima santa martire.
- Chiesa del Sacro Cuore
Costruita alla fine degli anni ottanta su disegno del famoso architetto padre francescano Costantino Ruggeri.

## Società

### Evoluzione demografica

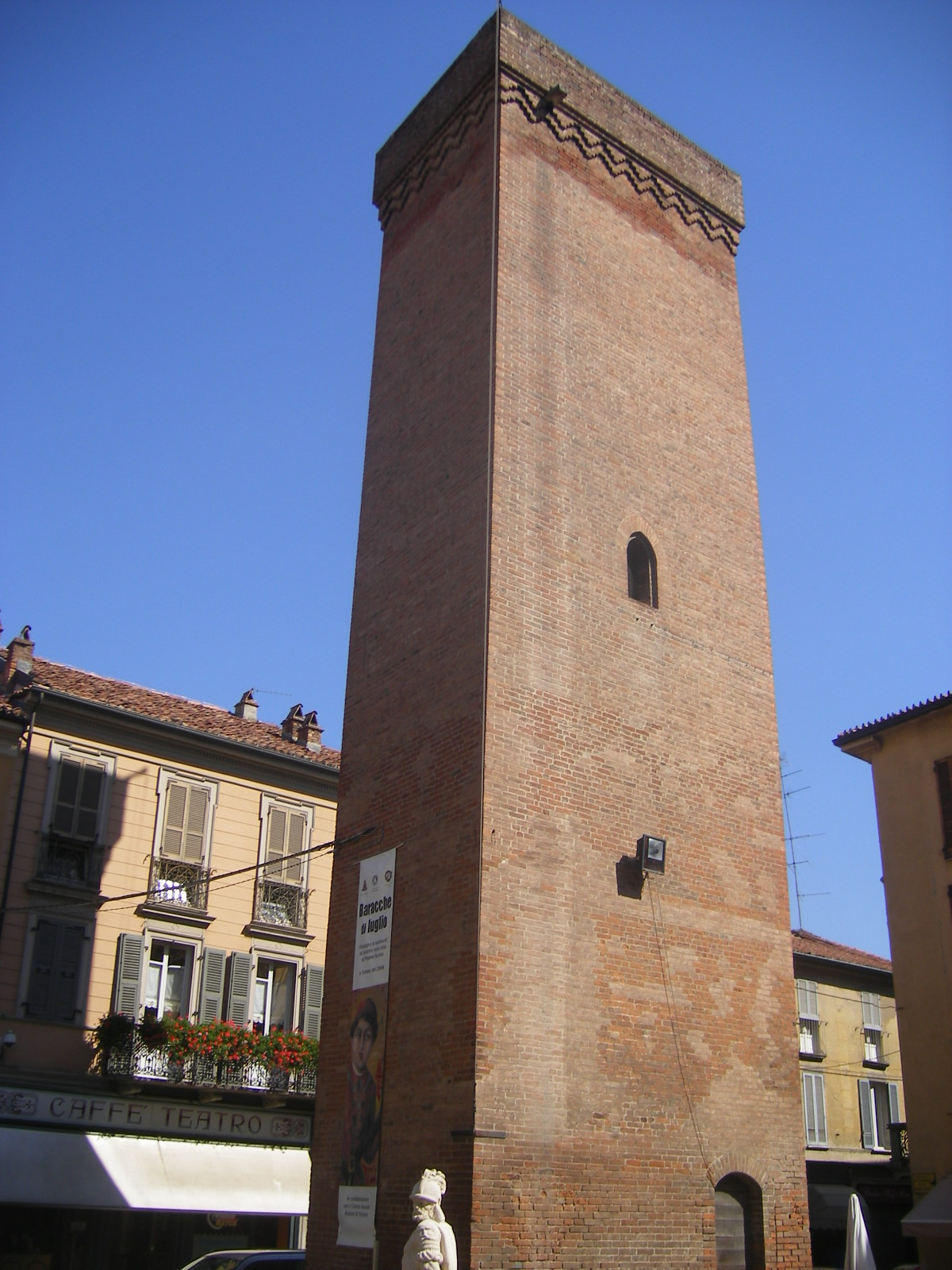
La torre vicino al palazzo Guidobono

Abitanti censiti

### Etnie e minoranze straniere
Secondo i dati ISTAT al 31 dicembre 2021 i cittadini stranieri residenti a Tortona sono 4644. Le nazionalità maggiormente rappresentate sono:
1. Romania, 1 520
2. Marocco, 666
3. Albania, 529
4. Sri Lanka, 240
5. Tunisia, 239
6. India, 180
7. Ucraina, 155
8. Cina, 144
9. Egitto, 105
10. Pakistan, 97

### Tradizioni e folclore
- La festa "ufficiale" di Tortona è quella di Santa Croce, che si celebra in genere la seconda domenica di maggio. Ricorda la presenza di una reliquia della Croce conservata nel Duomo.
- La festa di Nostra Signora della Guardia, il 29 agosto, anima le vie del quartiere San Bernardino che circonda il santuario.

## Cultura

### Scuole
A Tortona sono presenti vari asili nido e scuole dell'infanzia, 3 scuole elementari e 2 scuole medie.
A livello di scuola superiore si trovano:
- Liceo "Giuseppe Peano": classico, scientifico, linguistico e delle scienze umane.
- Istituto tecnico "Guglielmo Marconi"(Annesso al "Domenico Carbone") sede di un liceo scientifico e di periti: chimico, meccanico, aziendale, elettrotecnico ed economico.
- Scuola alberghiera "Santa Chiara".
- Scuole professionali "Casa di carità arti e mestieri".

Inoltre la città è sede dell'università della terza età UNITRè e dei corsi di scienze infermieristiche dell'Università degli Studi del Piemonte Orientale Amedeo Avogadro.

### Media
A Tortona escono due settimanali cartacei: Settegiorni a Tortona (in edicola il venerdì) e Il Popolo Derthonino, giornale d'ispirazione cattolica (di proprietà della diocesi e pubblicato ogni giovedì).

La Provincia Pavese, quotidiano di Pavia e dell'omonima provincia, ha una sezione dedicata a Tortona.

Fino a luglio 2018 si stampava anche Panorama di Tortona (giorno di uscita il mercoledì), in seguito alla morte di Bruno Binasco la pubblicazione del giornale cartaceo è stata sospesa.
Tortona è anche sede della redazione del quotidiano d'informazione on line edito dall'Associazione Italiana Gutenberg Oggi Cronaca.

### Cucina
- Baci di dama (Casali), dolci composti da due dischetti di pasta di mandorle e nocciole uniti tra loro da uno strato di cioccolato
- Baci dorati (Fratelli Vercesi), dolci composti da due dischetti ovali di pasta di mandorle e cacao uniti tra loro da uno strato di cioccolato
- Agnolotto tortonese
- Fragoline profumate di Tortona
- Gazzosa bianca e rossa e verde
- Sugo cosiddetto "ajà" (usato per il condimento delle tradizionali lasagnette) composto da un trito di noci con aggiunta di mollica di pane bagnata nel latte e aglio; tradizionalmente servito nel pranzo della Vigilia di Natale.
- Squiccia, un alimento a base di acqua, farina e sale.

In quanto territorio di confine alcune analogie si possono notare tra la tradizione gastronomica del Tortonese e quelle piemontesi (Monferrato in particolare), lombarda ed emiliana, soprattutto nei salumi, nei formaggi e in altri piatti quali la zuppa di ceci, le tagliatelle con l'ajà, la panada e i farsö.

## Geografia antropica

### Frazioni

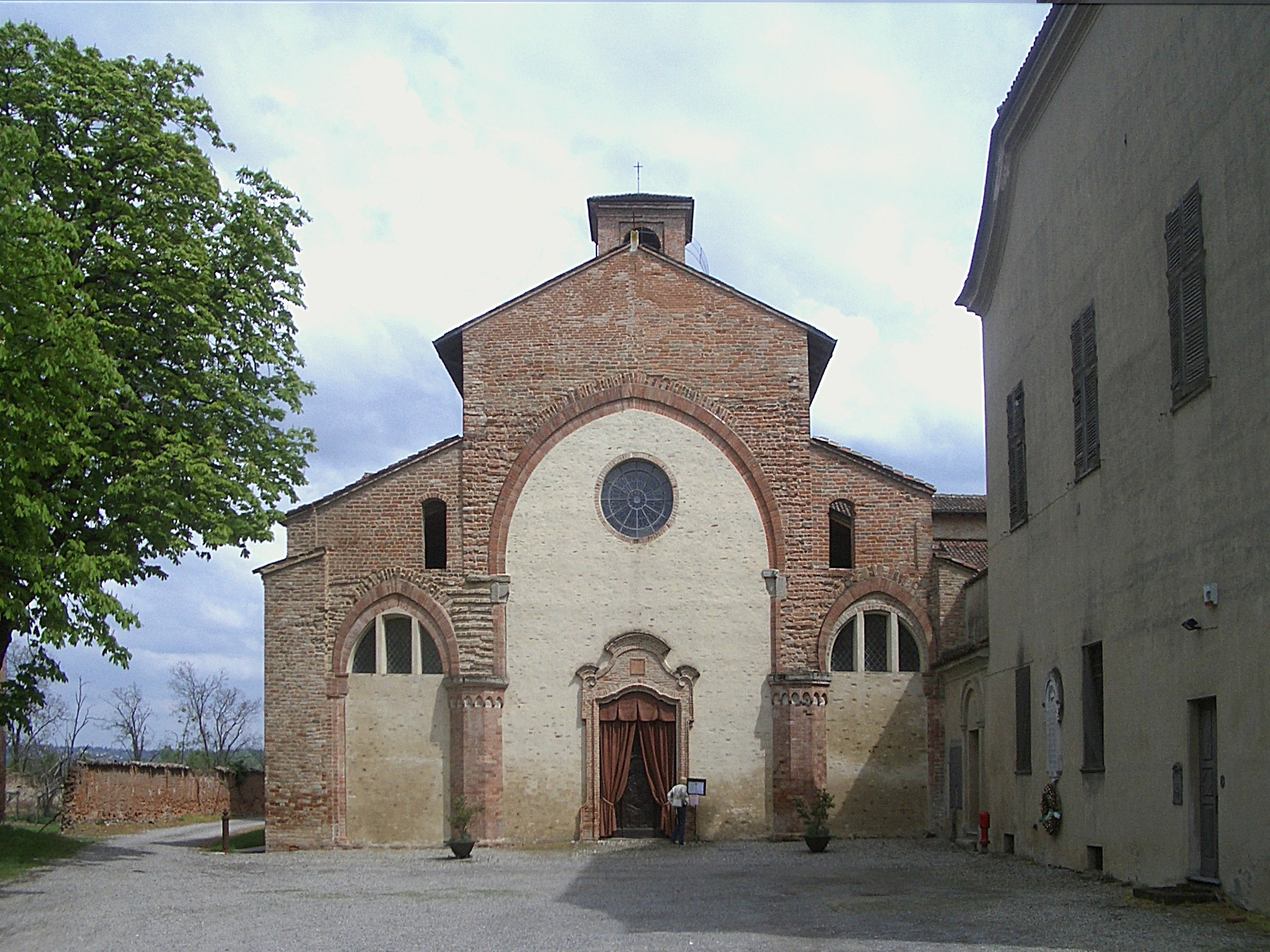
L'abbazia di Santa Maria di Rivalta

- Rivalta Scrivia si trova sulla sponda destra del torrente Scrivia, sulla strada che collega Pozzolo Formigaro a Novara, attraversando la Lomellina. Vi ha sede l'abbazia di Santa Maria di Rivalta. È inoltre sede di numerose aziende e realtà produttive come il gruppo ASTM, nonché dell'esteso Interporto collegato dalla ferrovia al Porto di Genova. Nel territorio fra Rivalta e la zona di San Guglielmo è stato costruito il nuovo Palazzetto dello Sport, inaugurato nel 2025.[26] È l'unica delle frazioni tortonesi ad essere dotata di una stazione ferroviaria.
- Bettole di Tortona, piccolo paesino confinante con Rivalta Scrivia, sito nelle vicinanze del torrente Scrivia e poco distante da Villalvernia.
- Vho si trova a sud-est della città, tra le colline tortonesi e i principali prodotti che si coltivano sono l'uva e il grano; il Mare di Vho è un'espressione tipica della città che fa riferimento a una fantomatica distesa d'acqua (inesistente) che la tradizione collocava in prossimità di una delle frazioni storiche della città. In realtà ci si riferisce a una vasca ricavata dal vecchio fossato del Castello di cui la popolazione si serviva e alla quale era molto legata. Essa si ghiacciava in inverno e i bambini erano soliti divertirsi scivolandoci sopra.
- Castellar Ponzano. Piccolo paesino sito sulla statale per Genova, vicino al torrente Scrivia. È la frazione più a sud di Tortona e confina con il comune di Villalvernia.
- Passalacqua
- Torre Garofoli. Piccolo paesino sito lungo la statale per Alessandria fra Tortona e San Giuliano Vecchio.
- Mombisaggio e Torre Calderai, paese natale dell'Arcivescovo Mons. Andrea Mariano Magrassi. Come Vho si sviluppa totalmente in collina ed è composto da una parte alta (Torre Calderai) e una parte più bassa (Mombisaggio). Sorge a poca distanza da Carbonara Scrivia.

## Economia
La città di Tortona è situata al crocevia di due importanti autostrade e la posizione baricentrica nel 'triangolo industriale' del nord-ovest l'ha resa un importante polo logistico. Ciò ha favorito la costruzione dell'interporto di Rivalta Scrivia e la creazione del connesso parco scientifico e tecnologico.

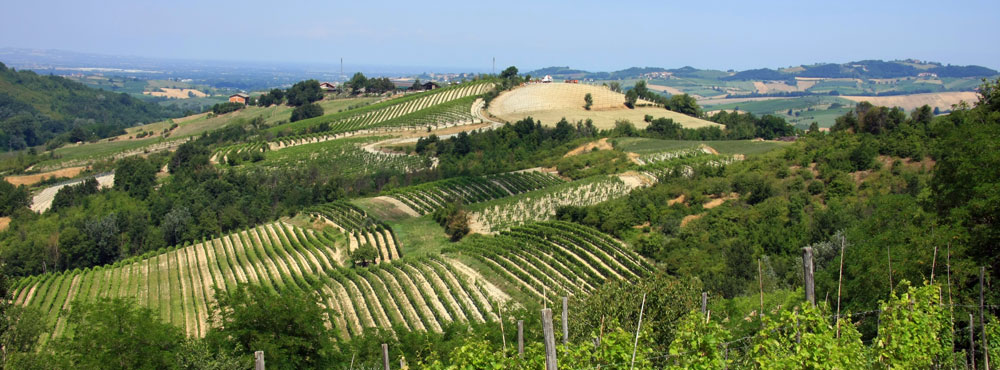
Panorama dei Colli tortonesi

Tortona è la sede della multinazionale chimica Mossi & Ghisolfi e del Gruppo Gavio, quarto operatore al mondo nella gestione di autostrade a pedaggio, che spazia dalla realizzazione di grandi infrastrutture, all'autotrasporto e alla nautica.
Di rilievo anche lo stabilimento della Graziano s.p.a. controllata dalla multinazionale DMG-MORI, leader mondiale nella produzione di torni e quello della Lugano Sementi, sementiera specializzata nella selezione di riso.
Un altro settore molto importante nell'economia della città è anche l'agricoltura, grazie alla ricchezza del territorio circostante e alle sue caratteristiche: i colli tortonesi permettono infatti la coltivazione di vitigni pregiati, quali barbera, croatina, cortese, moscato, dolcetto e timorasso, un tipo di uva autoctona del territorio di origini molto antiche e riscoperta recentemente dai produttori della zona. Le campagne intorno a Tortona inoltre sono famose per le fragoline profumate di Tortona. Nelle colline circostanti, sino alle propaggini dell'Appennino, si possono trovare tartufi bianchi e neri di ottima qualità.

## Infrastrutture e trasporti

### Strade
La città di Tortona è attraversata dalla Strada statale 10 Padana Inferiore, dalla Strada statale 35 dei Giovi, dall'Autostrada A7 Milano-Genova, e dall'Autostrada A21 Torino-Piacenza-Brescia.

### Ferrovie
La stazione ferroviaria è situata sulle linee ferroviarie Alessandria-Piacenza e Milano-Genova, ed è servita da collegamenti a media e lunga percorrenza operati da Trenitalia e da treni regionali svolti da Trenord nell'ambito del contratto di servizio stipulato con la Regione Lombardia.
La stazione è anche collegata alla ferrovia Torino-Genova mediante la linea ferroviaria Tortona-Novi Ligure lunga 18 Km. Questa linea, chiusa nel 2012 per lavori di ammodernamento e riaperto nel gennaio 2024, consente il collegamento diretto con l'Interporto di Rivalta e rientra nel progetto più ampio del Terzo Valico.
Tra il 1895 e il 1933 Tortona fu il capolinea della linea ferroviaria per Castelnuovo Scrivia, la cui stazione capolinea, in comune con quella tranviaria, si trovava nei pressi della stazione FS, a cui era raccordata.

### Autolinee extraurbane
Tortona è servita da 6 autolinee extraurbane, che permettono di collegare alcuni centri abitati non serviti dalla ferrovia : la linea 92 collega Sant'Agata Fossili, la 40 Fabbrica Curone ad Alessandria, la 41 collega Avolasca, la 64 collega Arquata Scrivia transitando per Villalvernia, Cassano Spinola e Serravalle Scrivia,  la 37 collega Sale ed Isola S.Antonio, la 81 a Novi Ligure. Fatta eccezione per la linea 40, le altre effettuano capolinea nel cosiddetto "Movicentro", un terminal di autobus sito in Corso della Repubblica, accanto alla stazione ferroviaria. In passato le corse erano gestite da ARFEA e dal 2023 la gestione è passata a Bus Company.

### Autolinee urbane
Dal 2023 a Tortona è attivo un servizio di trasporto urbano, gestito da Bus Company ed effettuato con mezzi elettrici (pulmini FIAT Ducato da 14 posti). Il servizio si articola su 3 linee, attive nei giorni feriali.

### Tranvie
Nel 1882 Tortona fu collegata con una tranvia a vapore a Sale; un'altra linea, aperta nel 1889, portava a Monleale. Le due tranvie chiusero rispettivamente nel 1933 e nel 1934.

## Amministrazione
Di seguito è presentata una tabella relativa alle amministrazioni che si sono succedute in questo comune.
| Periodo          | Periodo          | Primo cittadino          | Partito                                 | Carica              | Note   |
| ---------------- | ---------------- | ------------------------ | --------------------------------------- | ------------------- | ------ |
| 1970             | 1975             | Ezio Rolandi             | Partito Socialista Democratico Italiano | Sindaco             | [ 30 ] |
| 1975             | 1978             | Gianfranco Galluzzi      | -                                       | Sindaco             | [ 30 ] |
| 1978             | 1982             | Sebastiano Brighenti     | Partito Comunista Italiano              | Sindaco             | [ 30 ] |
| 1982             | 1985             | Ennio Negri              | Partito Comunista Italiano              | Sindaco             | [ 30 ] |
| 1985             | 1985             | Ezio Rolandi             | Partito Socialista Democratico Italiano | Sindaco             | [ 30 ] |
| 18 agosto 1985   | 30 novembre 1987 | Claudio Lisini           | Partito Comunista Italiano              | Assessore effettivo | [ 30 ] |
| 30 novembre 1987 | 20 giugno 1990   | Fabrizio Palenzona       | Democrazia Cristiana                    | Sindaco             | [ 30 ] |
| 20 giugno 1990   | 24 aprile 1995   | Fabrizio Palenzona       | Democrazia Cristiana                    | Sindaco             | [ 30 ] |
| 8 maggio 1995    | 14 giugno 1999   | Marco Balossino          | Partito Democratico della Sinistra      | Sindaco             | [ 30 ] |
| 28 giugno 1999   | 28 giugno 2004   | Giuseppe Bonavoglia      | Forza Italia                            | Sindaco             |        |
| 29 giugno 2004   | 22 gennaio 2009  | Francesco Marguati       | Forza Italia                            | Sindaco             |        |
| 12 febbraio 2009 | 21 giugno 2009   | Vito Cusumano            | commissario prefettizio                 | Sindaco             | [ 30 ] |
| 23 giugno 2009   | 9 giugno 2014    | Massimo Vittorio Berutti | Il Popolo della Libertà                 | Sindaco             | [ 30 ] |
| 9 giugno 2014    | 28 maggio 2019   | Gianluca Bardone         | Partito Democratico                     | Sindaco             | [ 30 ] |
| 28 maggio 2019   | 9 giugno 2024    | Federico Chiodi          | centro-destra                           | Sindaco             | [ 30 ] |
| 9 giugno 2024    | in carica        | Federico Chiodi          | centro-destra                           | Sindaco             | [ 30 ] |

### Gemellaggi
- Privas
- Weilburg (fino all'anno 2008 compreso)
- Zevenaar
- Sanremo

## Sport

### Basket
La realtà sportiva tortonese più conosciuta in ambito nazionale è il Derthona Basket. Presente in città fin dagli anni 1950, la squadra cittadina fu fondata nel 1952 ed il primo presidente fu Giacomo Bidone. Tuttavia, è con l'arrivo di Nico Messina nel 1956 che la pallacanestro in città diventa un punto di riferimento sportivo. Attualmente, il Derthona Basket partecipa al campionato di Serie A1.

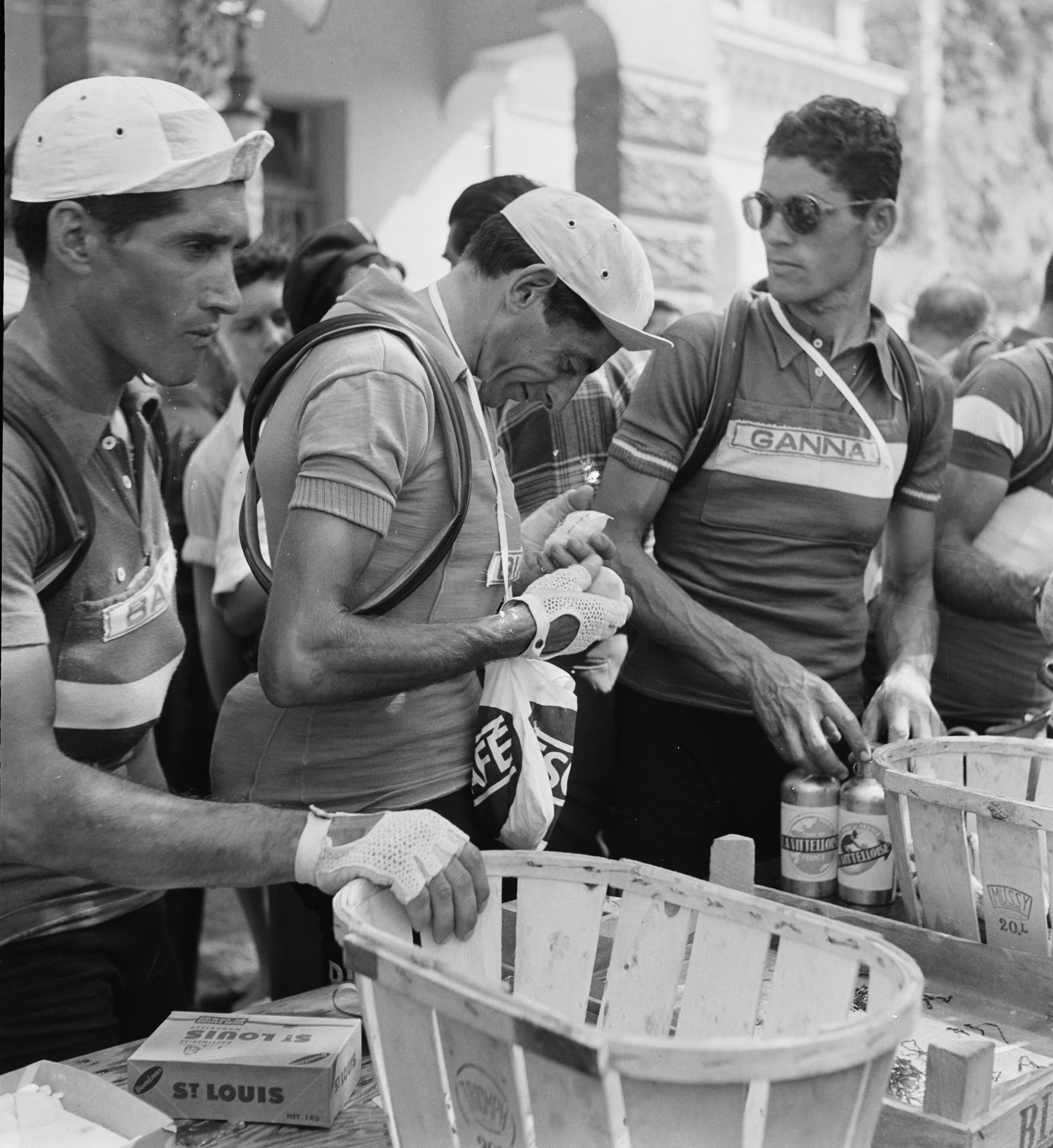
Immagine del "campionissimo" Fausto Coppi

### Calcio
La maggior società calcistica cittadina è il Derthona: fondata nel 1908 e rifondata nel 2017, ha al suo attivo quattro stagioni tra prima e seconda serie italiana. Sede delle gare interne è lo stadio Fausto Coppi, ubicato sulla collina del Castello. Seconda squadra tortonese è la Polisportiva Audax Orione, fondata nel 1954 da san Luigi Orione, non si è mai spinta oltre le divisioni dilettantistiche.

### Ciclismo
Tortona è stata negli anni la città di arrivo delle seguenti tappe del Giro d'Italia:
| Anno | Tappa | Partenza      | km  | Vincitore di tappa | Maglia rosa    |
| ---- | ----- | ------------- | --- | ------------------ | -------------- |
| 1989 | 19ª   | Meda          | 198 | Jesper Skibby      | Laurent Fignon |
| 2017 | 13ª   | Reggio Emilia | 167 | Fernando Gaviria   | Tom Dumoulin   |
| 2023 | 11ª   | Camaiore      | 219 | Pascal Ackermann   | Geraint Thomas |

### Ippica
A Tortona è presente dal 1985 il Centro Ippico Il Torrione che ospita regolarmente concorsi ippici di salto ostacoli e dressage di livello nazionale ed internazionale.

### Pallamano
A Tortona hanno sede due società di pallamano, la Pallamano Derthona, attiva in città dal 1983, e la Leoni Pallamano Tortona 2013.

## Galleria d'immagini

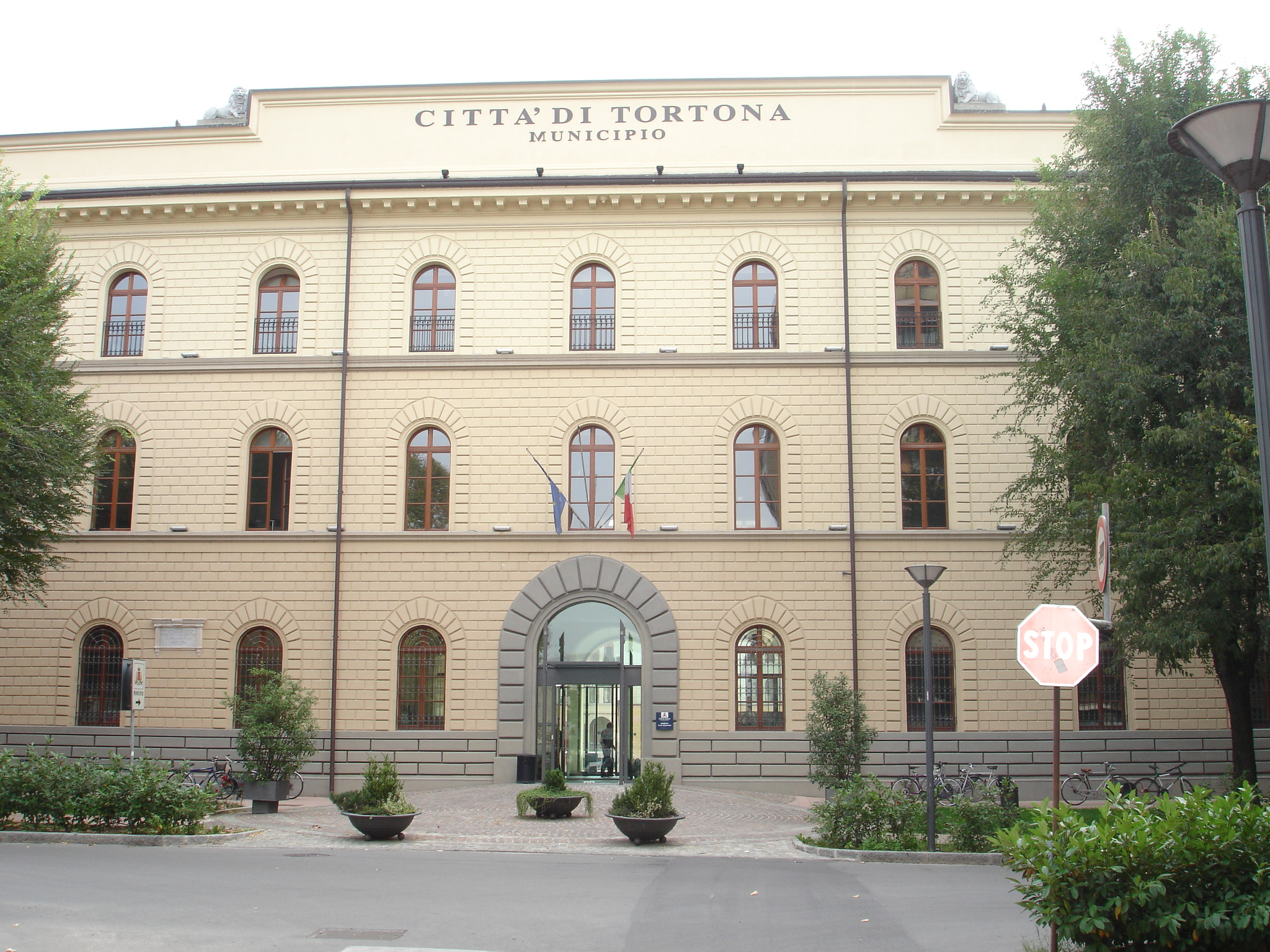
Ex Caserma Passalacqua - Sede del Municipio
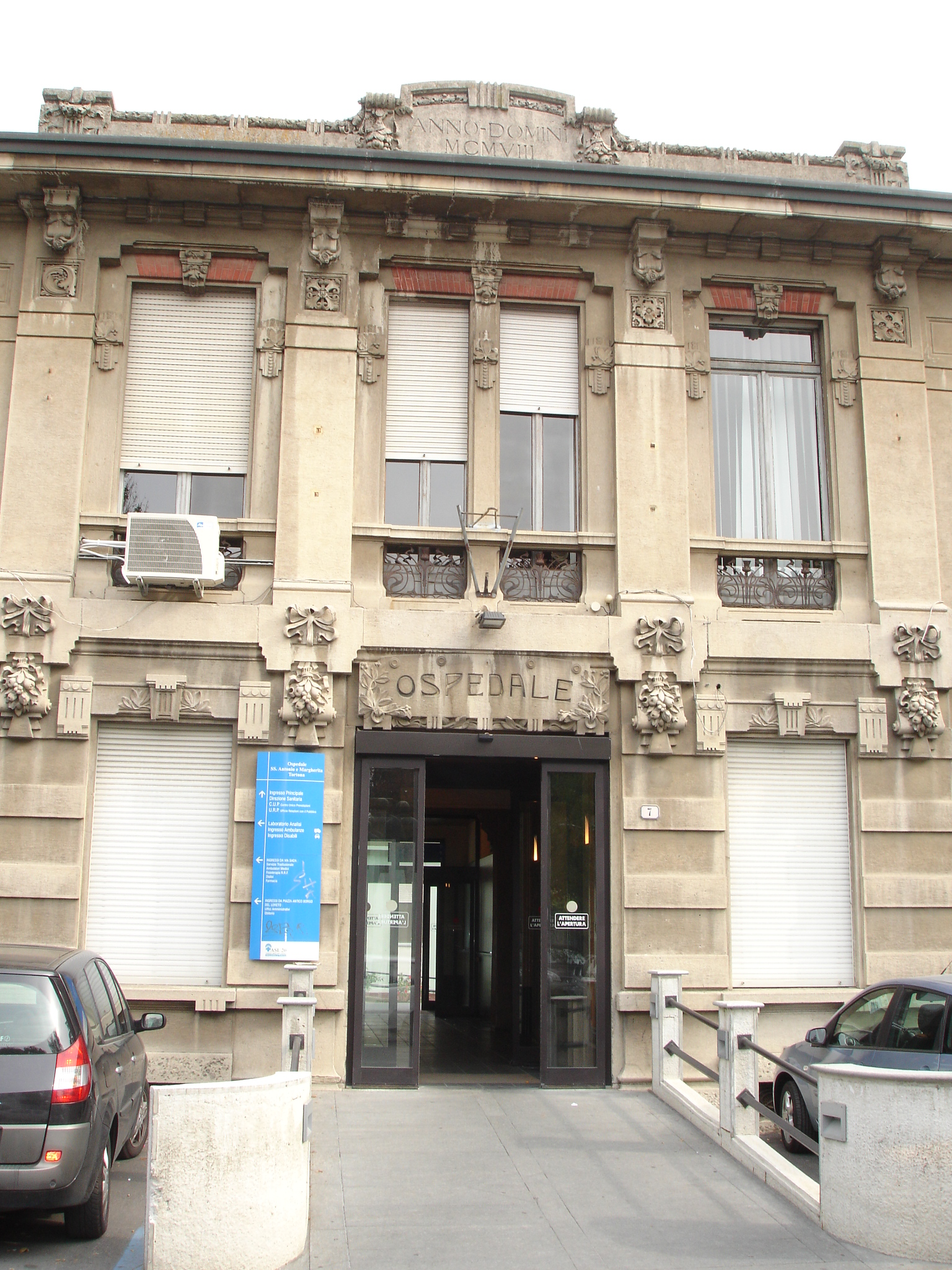
Facciata dell'Ospedale (1908)
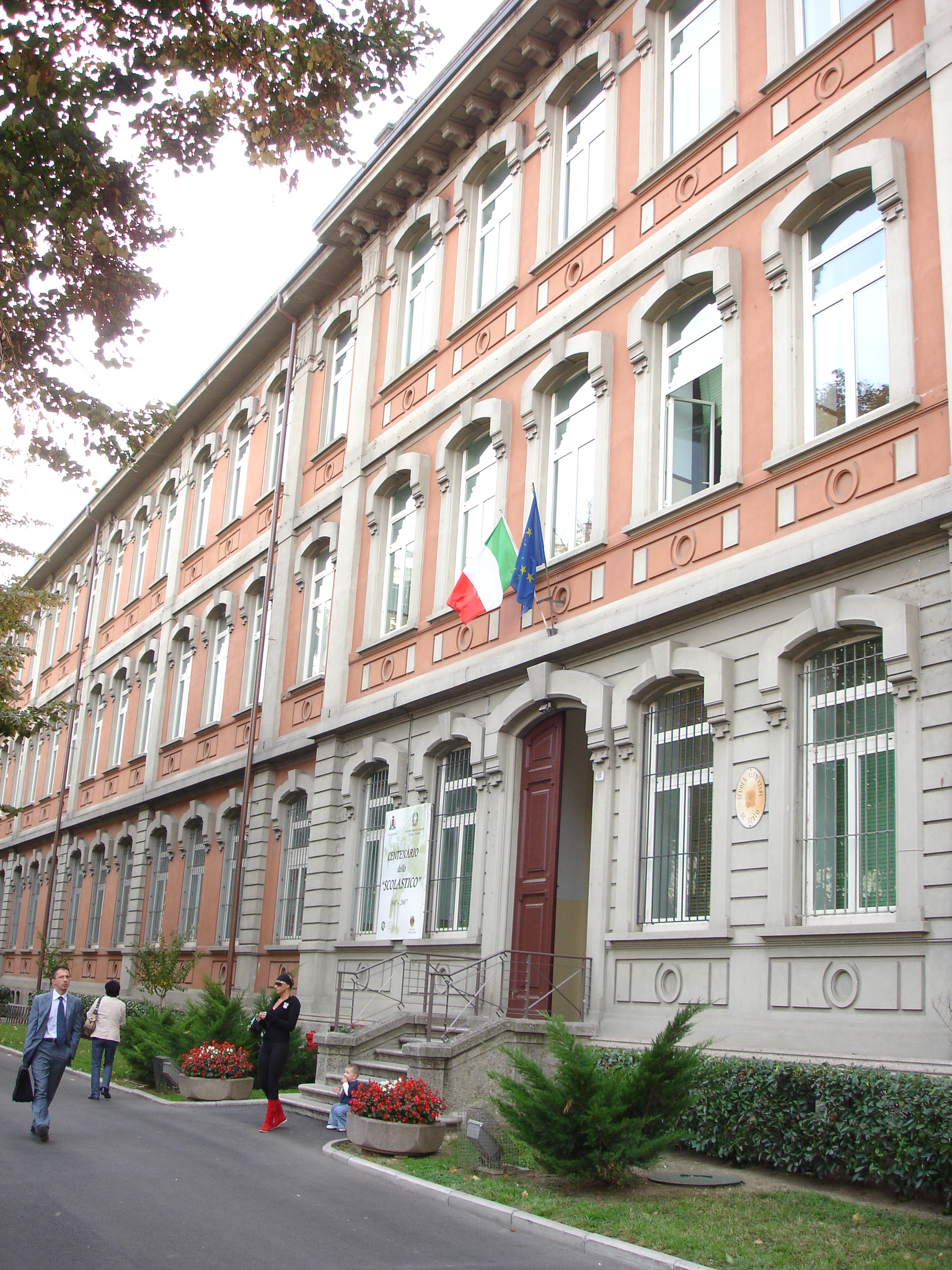
Il Palazzo delle scuole Elementari
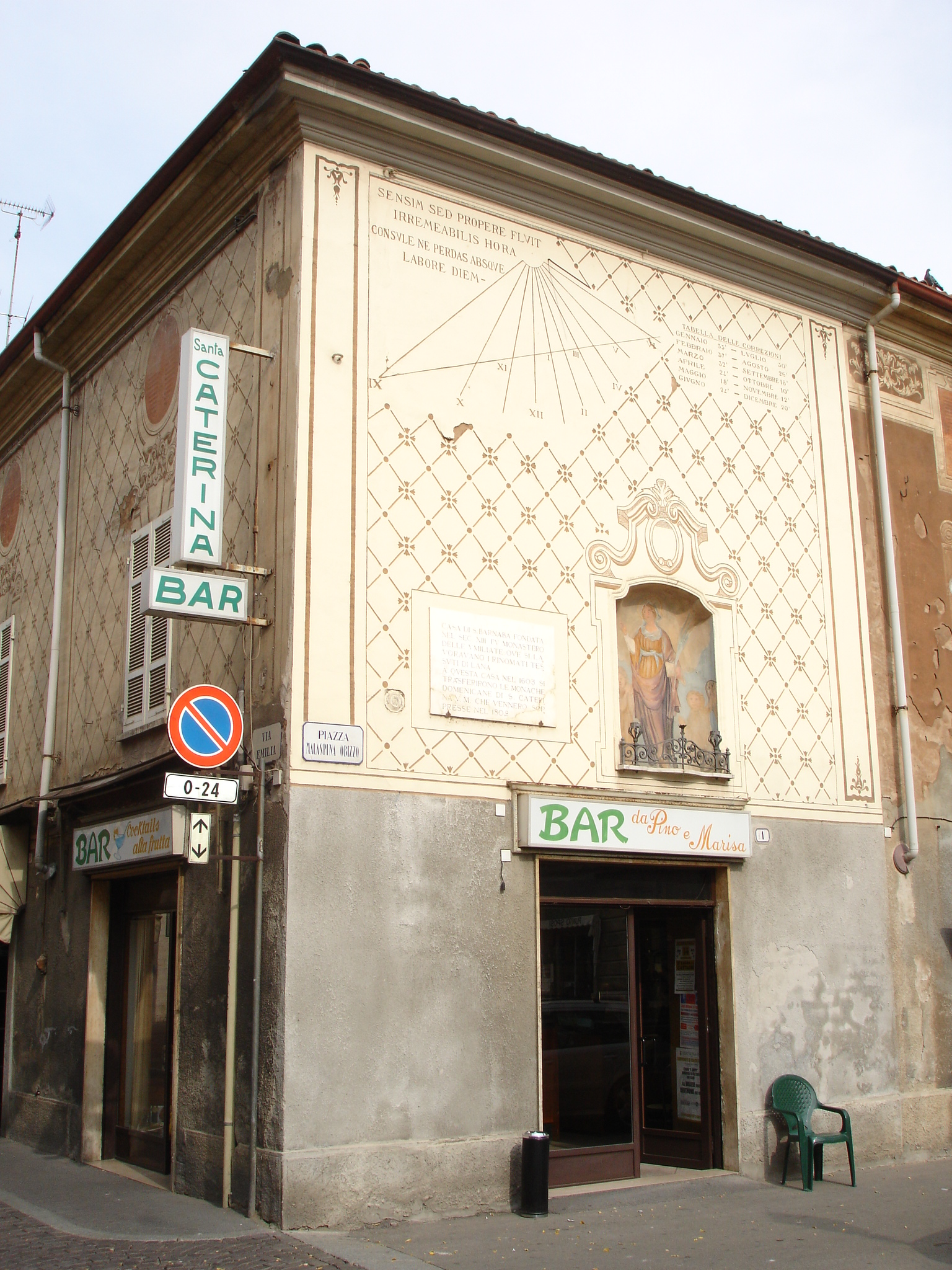
Casa di San Barnaba con la meridiana in piazza Obizzo Malaspina

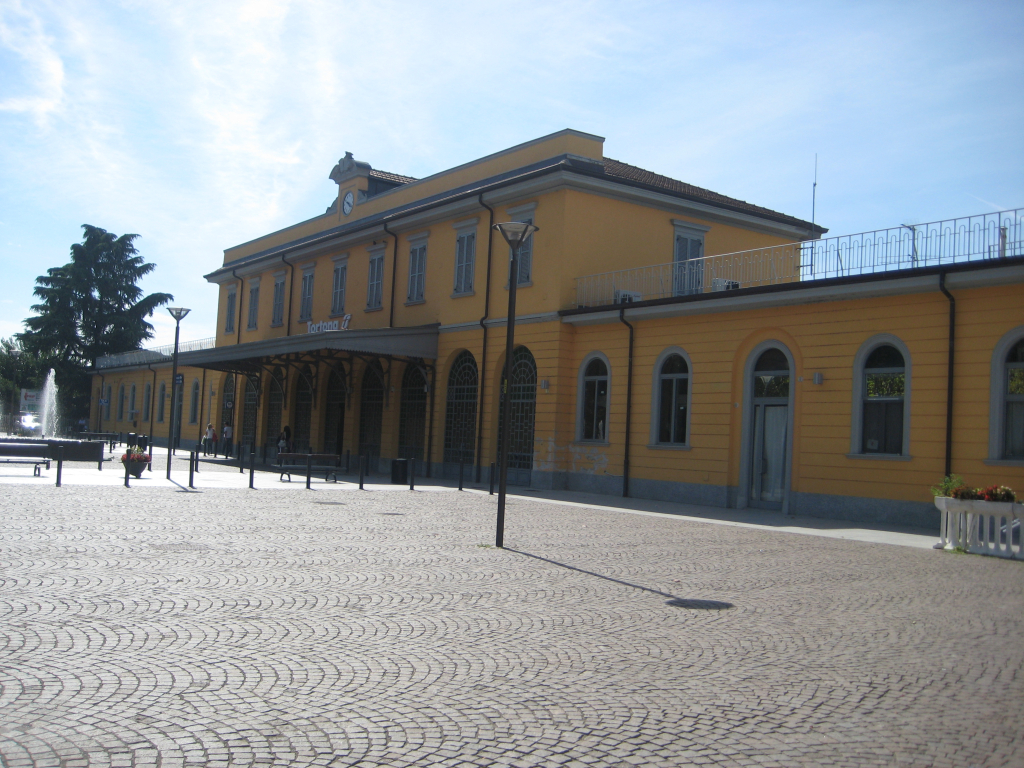
Stazione di Tortona
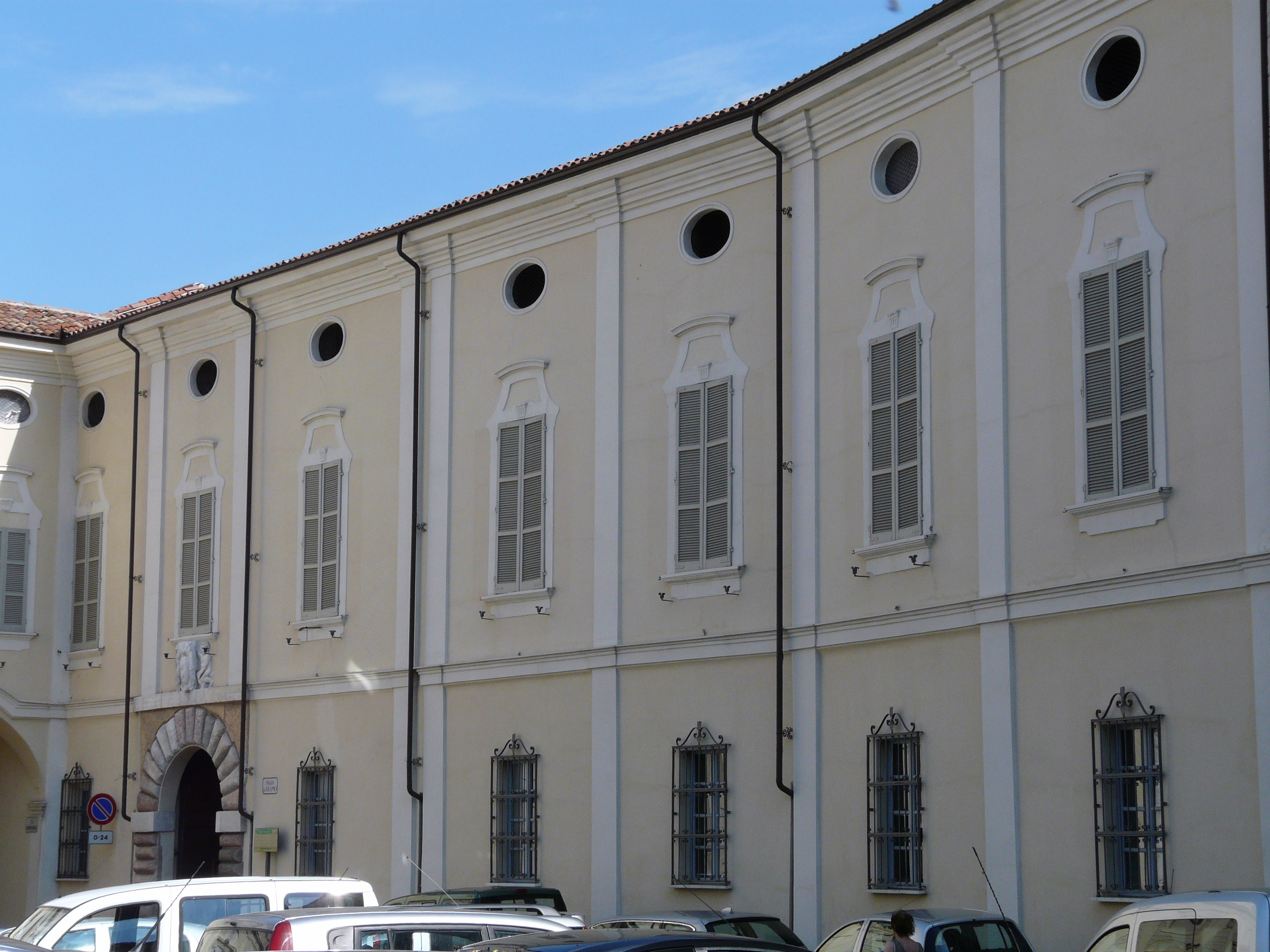
Palazzo vescovile di Tortona
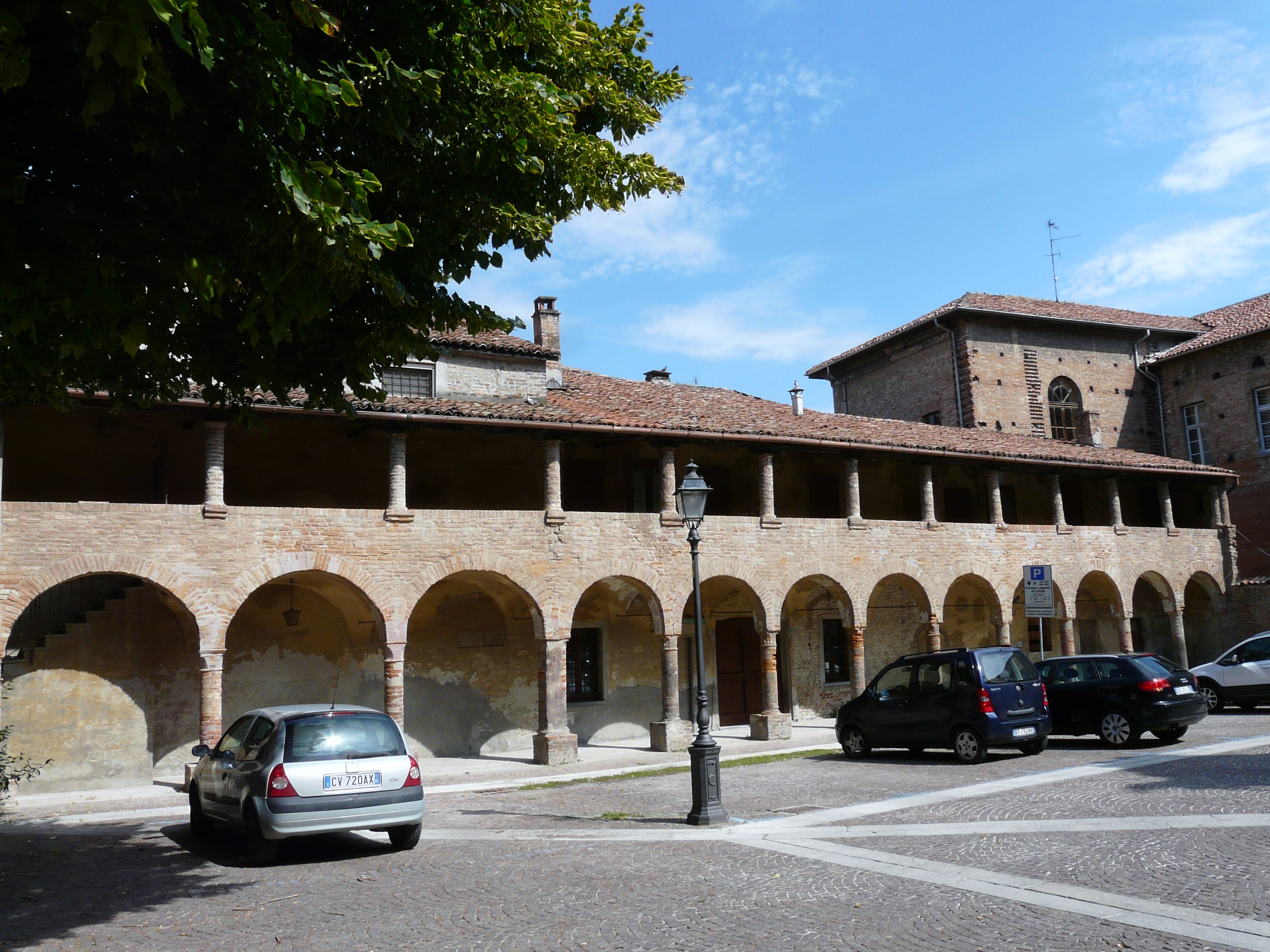
Chiostro dell"Annunziata
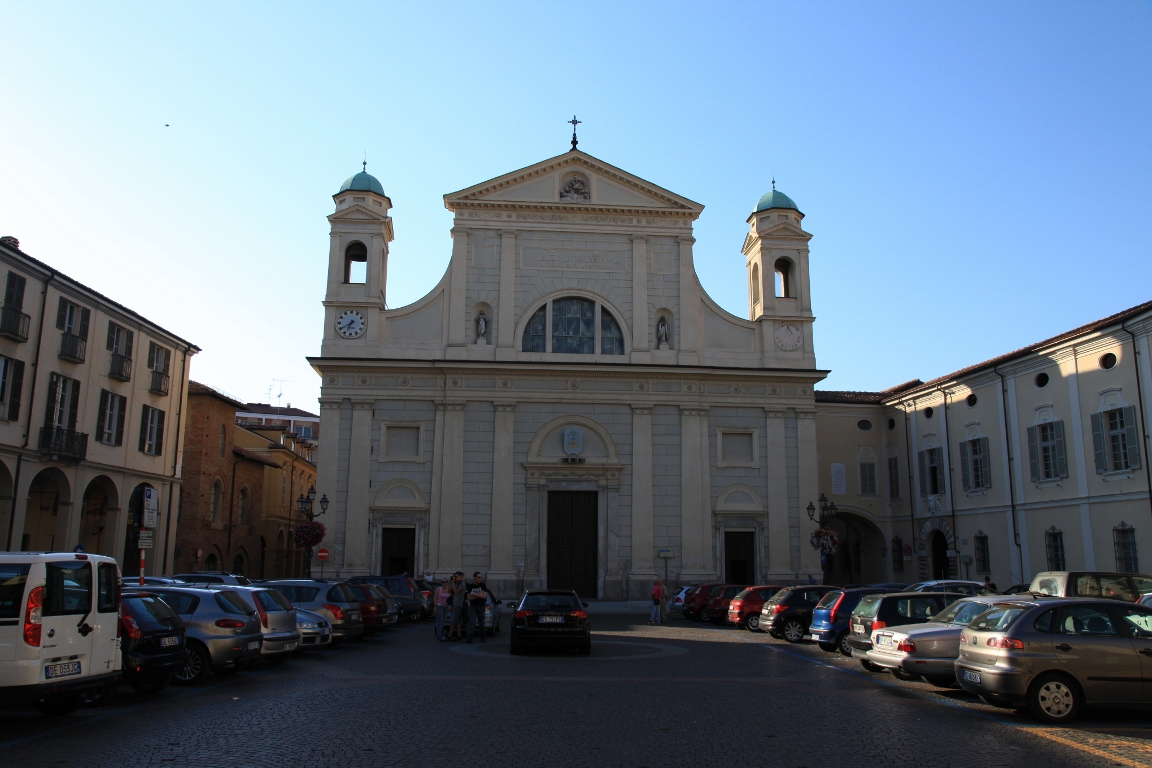
Duomo di Tortona